# Westworld (série télévisée)
Pour le film de Michael Crichton, voir Mondwest.
Westworld est une série télévisée américaine de science-fiction en 36 épisodes d'environ 60 minutes créée par Jonathan Nolan et Lisa Joy, produite par J. J. Abrams et Bryan Burk, et diffusée du 2 octobre 2016 au 14 août 2022 sur HBO. Il s'agit de l'adaptation télévisée du film Mondwest (Westworld) écrit et réalisé par Michael Crichton en 1973, où Yul Brynner campe le rôle d'un cowboy androïde détraqué.
En France, la série est diffusée en version originale sous-titrée en français depuis le 3 octobre 2016 et depuis le 11 février 2017 en version française sur OCS City, en Belgique depuis le 3 octobre 2016 sur Be 1 et depuis le 9 janvier 2017 en version française sur Be Séries, en Suisse depuis le 3 octobre 2016 sur RTS Un et au Québec depuis le 9 janvier 2017 sur Super Écran, et rediffusée à partir du 15 juin 2018 sur Z.

## Synopsis
Dans les années 2050, Westworld est un parc d'attractions futuriste de l'entreprise Delos Inc., recréant différents univers, dont notamment l'univers de l'Ouest américain (Far West) du XIXe siècle. Il est peuplé d'androïdes biomécaniques, appelés « hôtes » (hosts), réinitialisés à la fin de chaque boucle narrative. Les visiteurs, appelés « invités » (newcomers ou guests) peuvent y faire ce qu'ils veulent sans aucune conséquence. Mais à la suite d'une mise à jour du programme des androïdes, les dirigeants du parc font face à plusieurs anomalies dans leurs comportements.

## Distribution

### Acteurs principaux

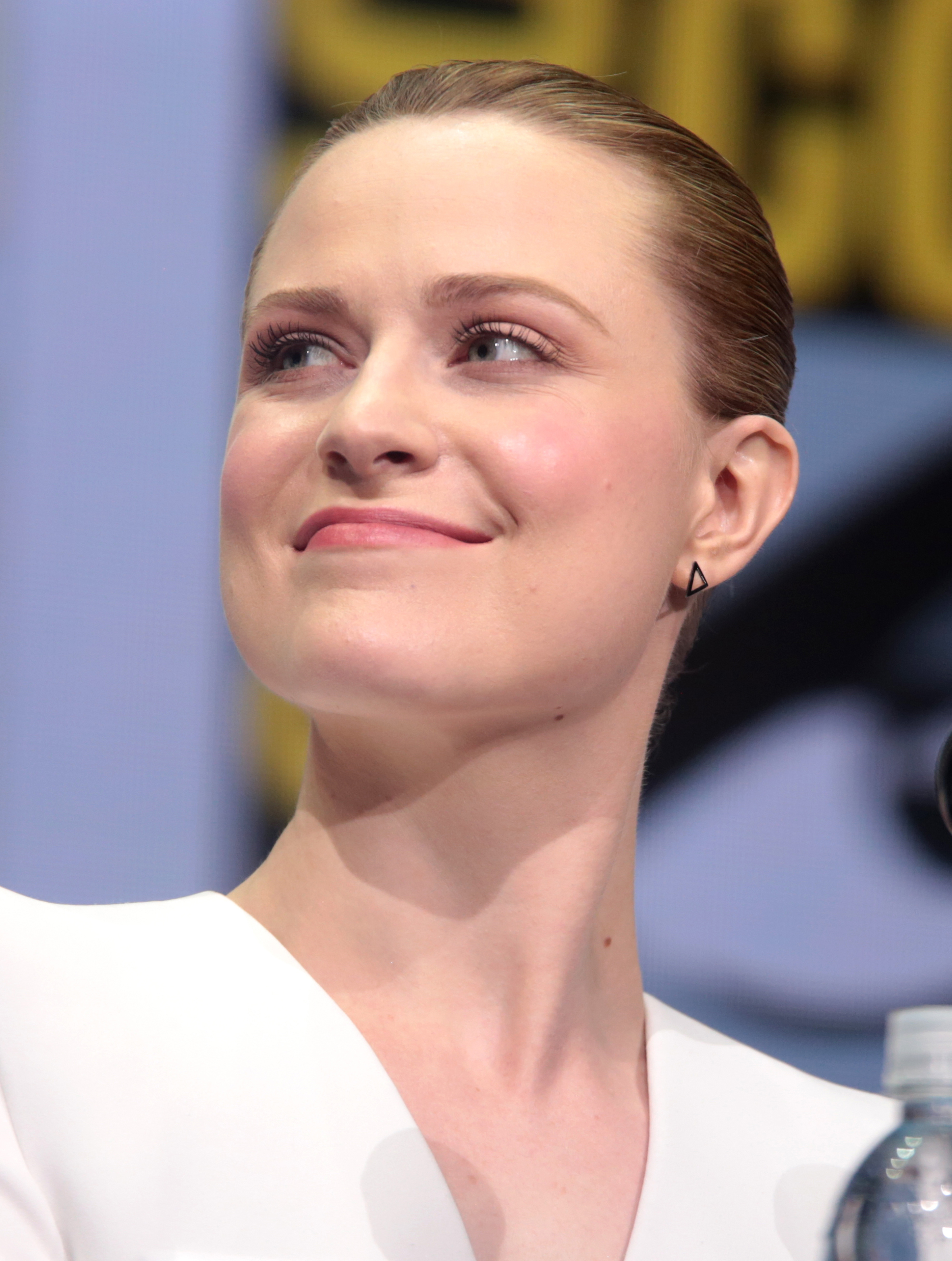
Evan Rachel Wood interprète Dolores Abernathy.
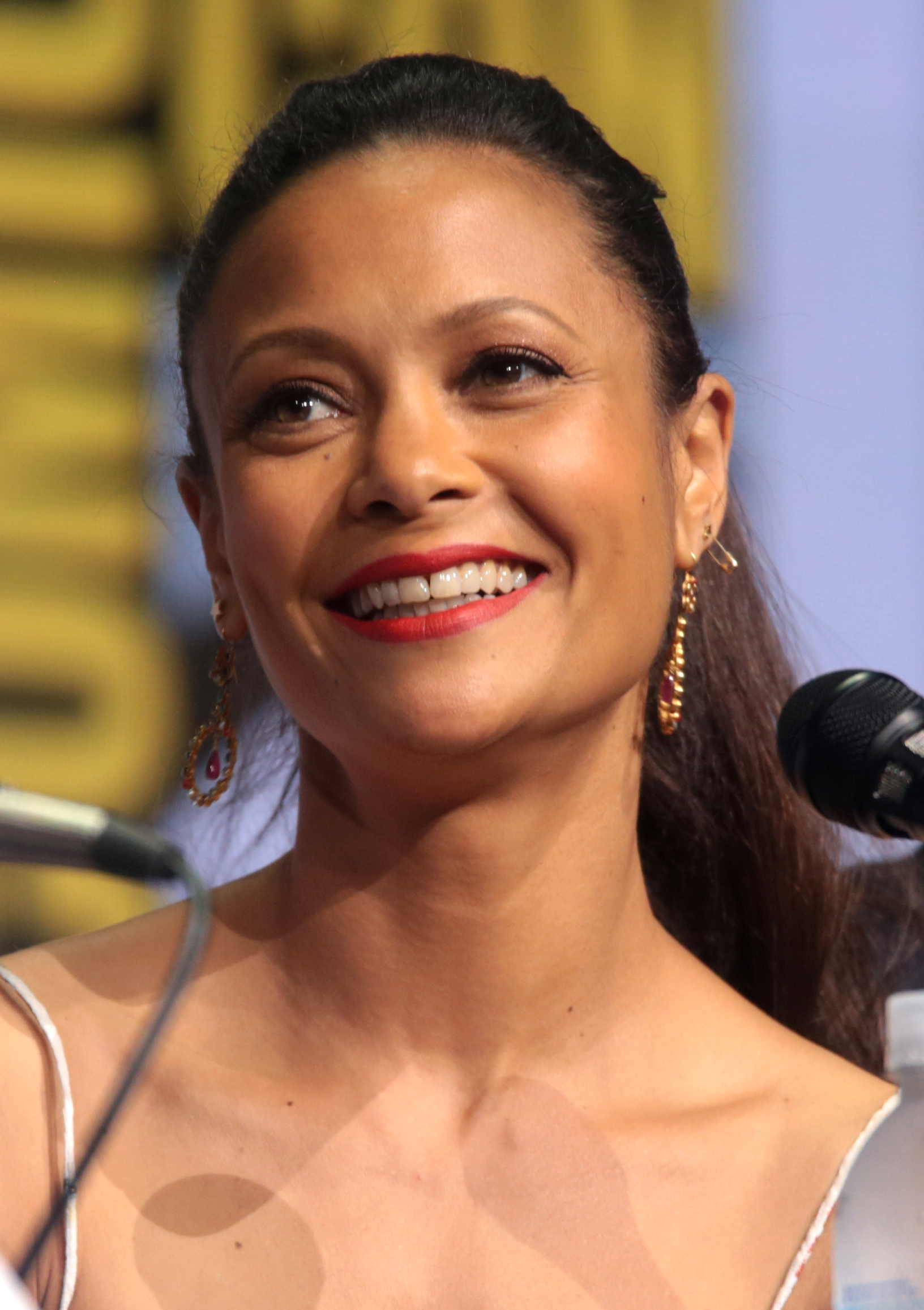
Thandiwe Newton interprète Maeve Millay.
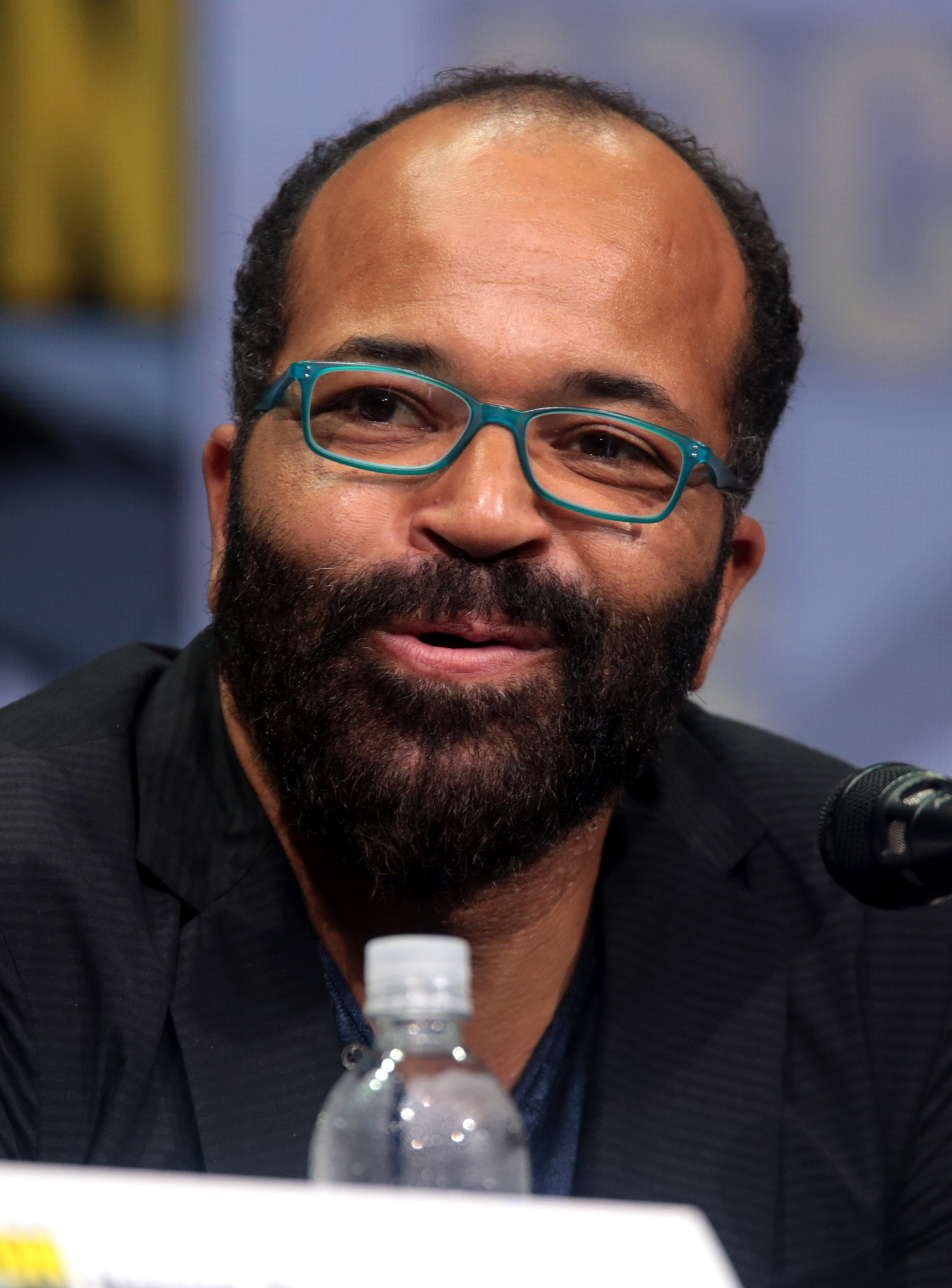
Jeffrey Wright interprète Bernard Lowe et Arnold.
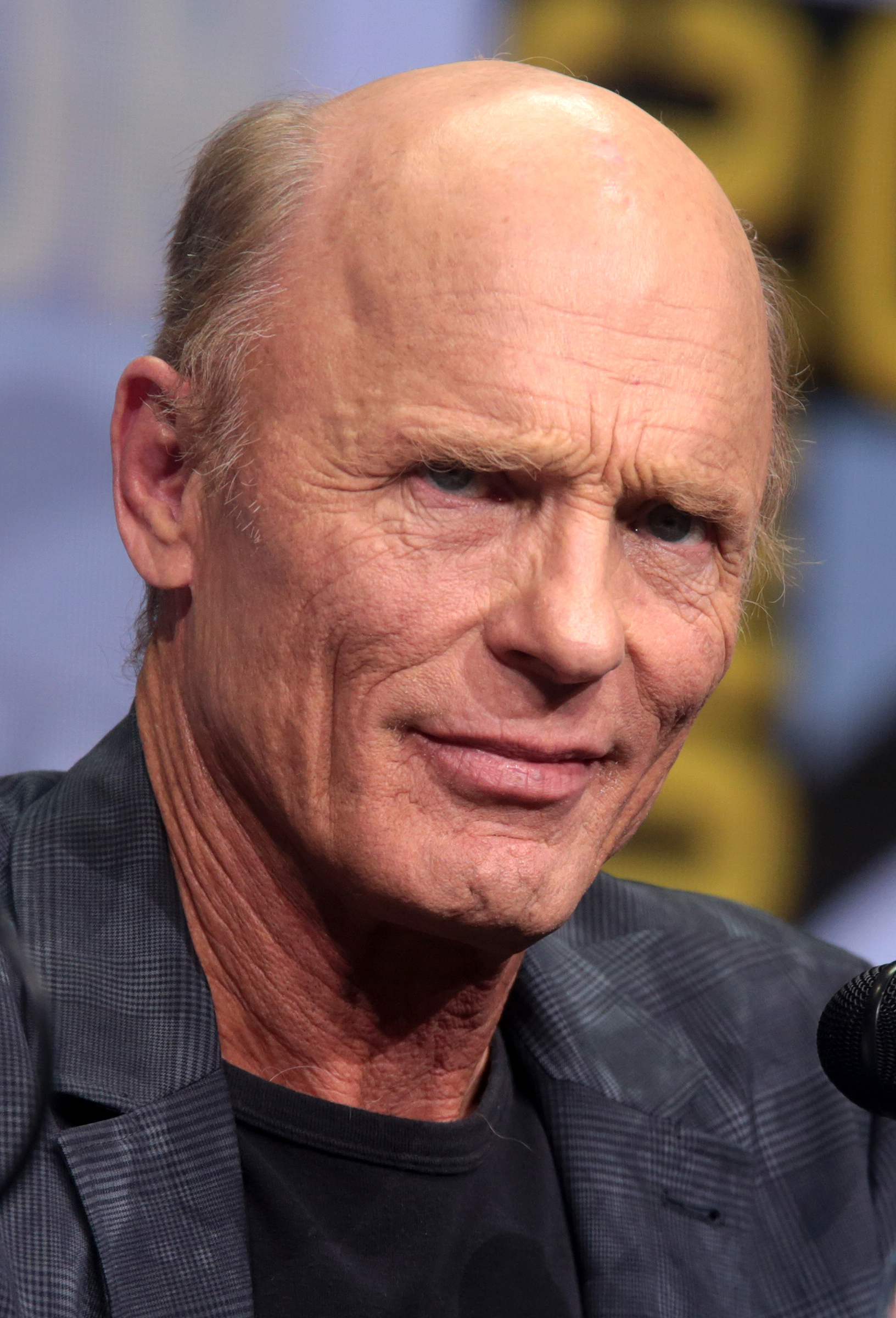
Ed Harris interprète l'homme en noir.
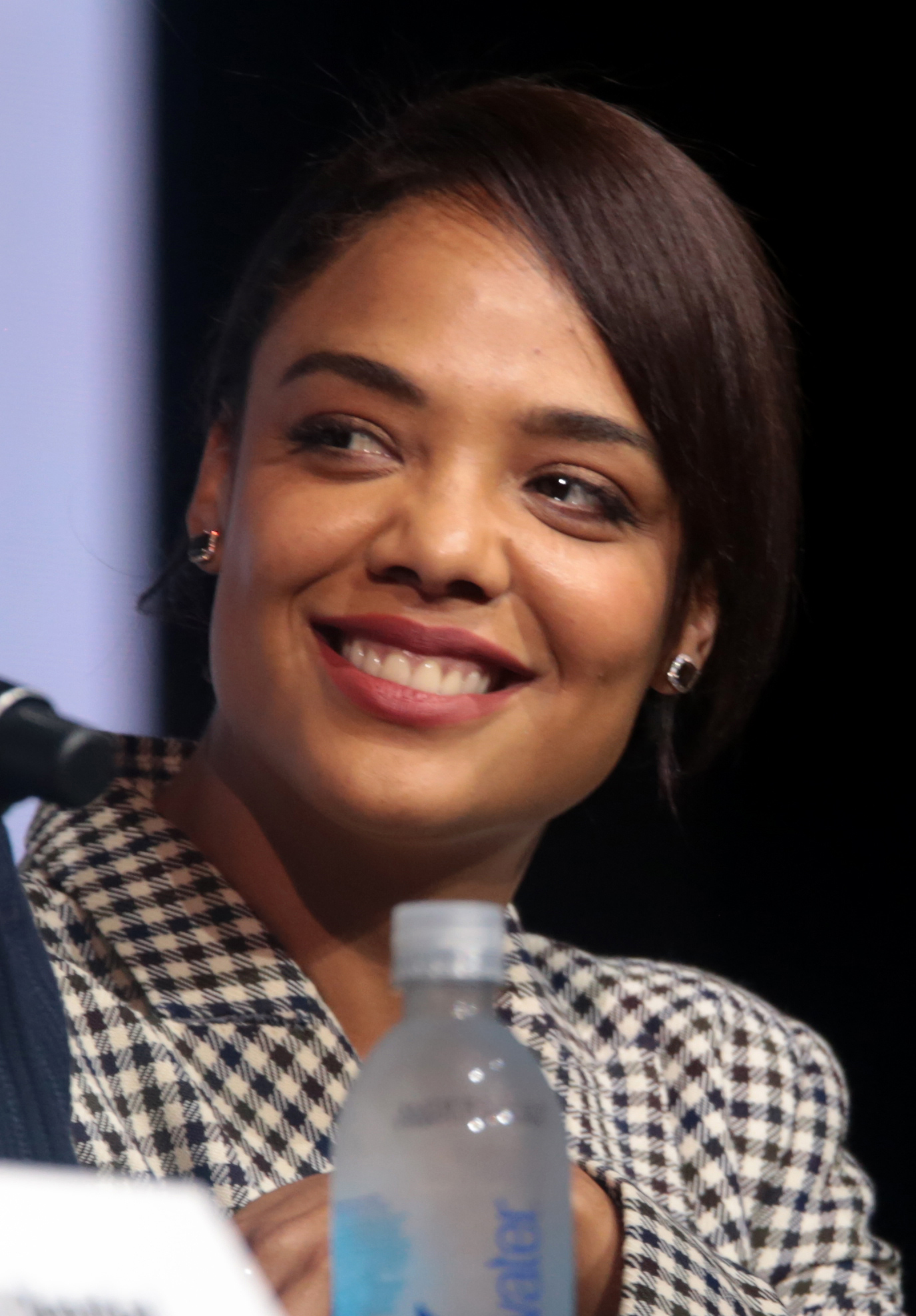
Tessa Thompson interprète Charlotte Hale
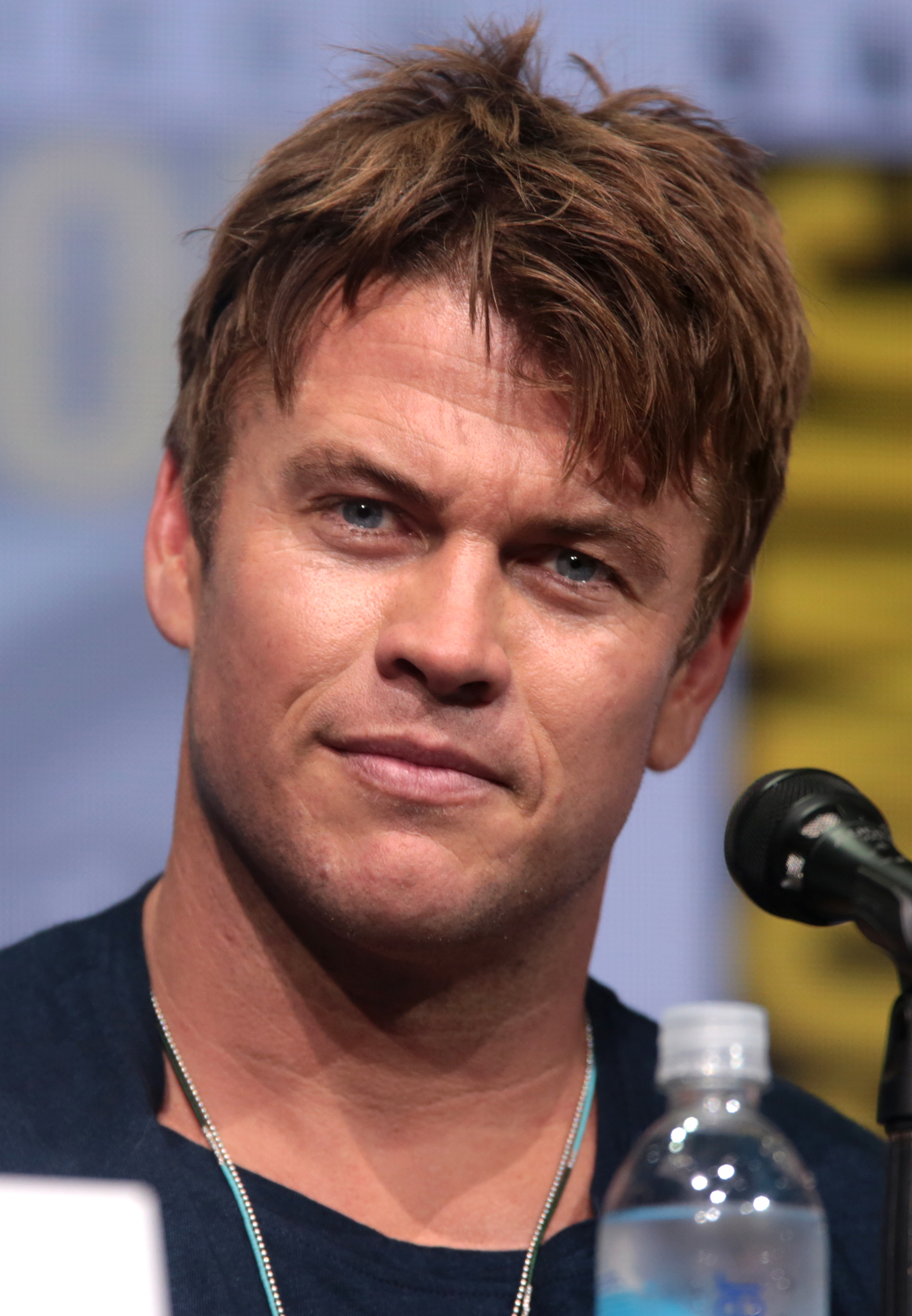
Luke Hemsworth interprète Ashley Stubbs.
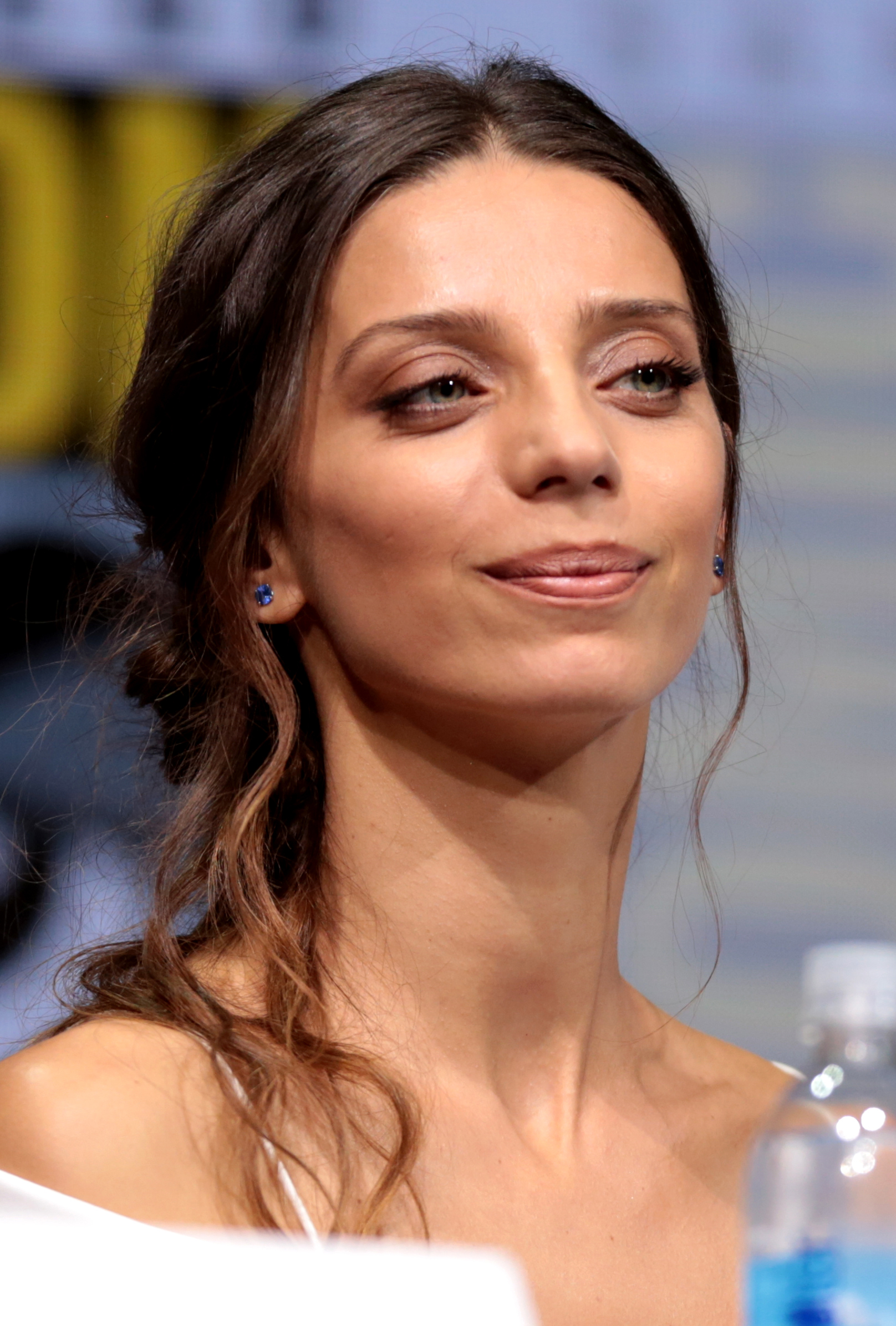
Angela Sarafyan interprète Clémentine Pennyfeather.
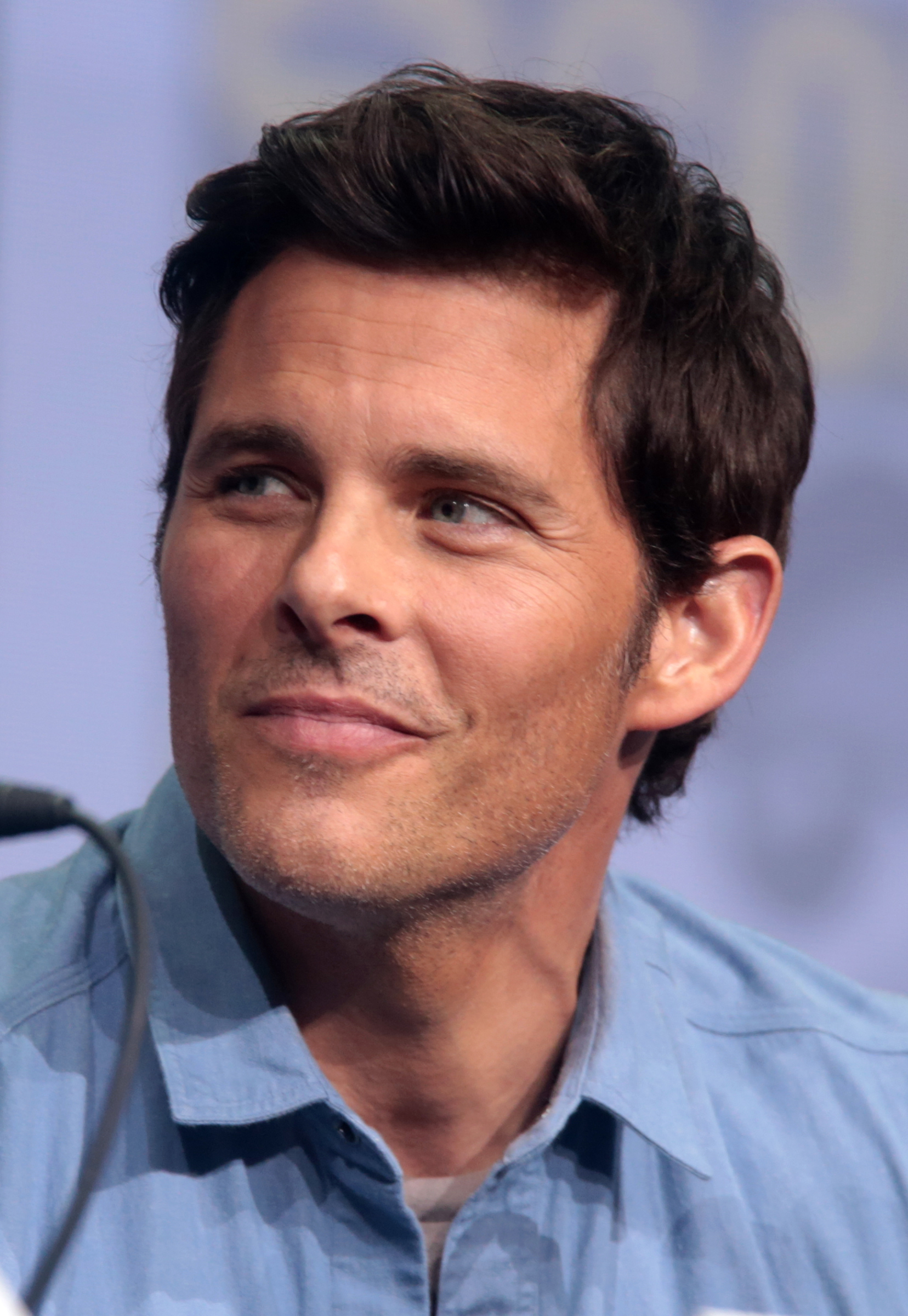
James Marsden interprète Teddy Flood.
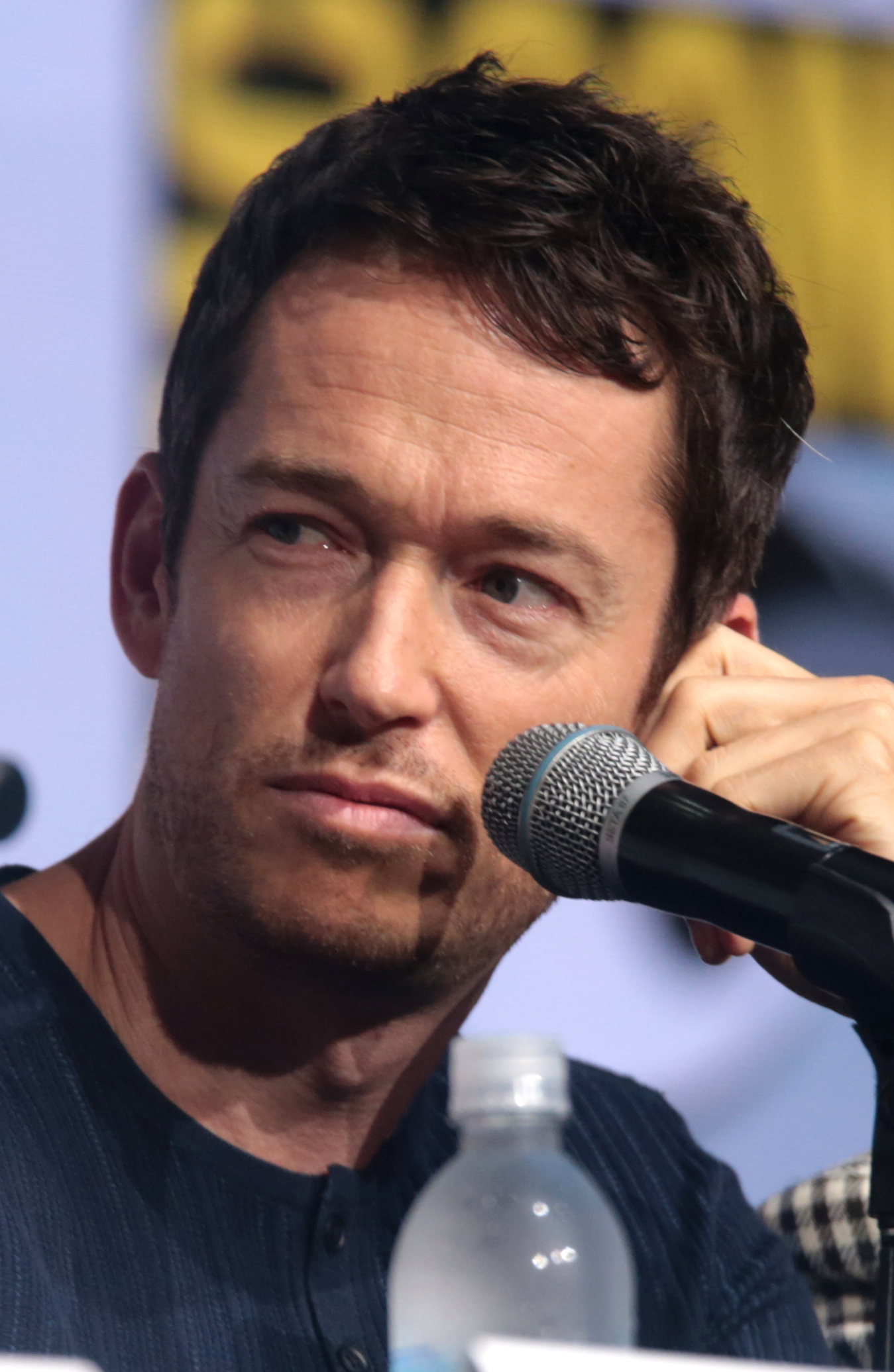
Simon Quarterman interprète Lee Sizemore
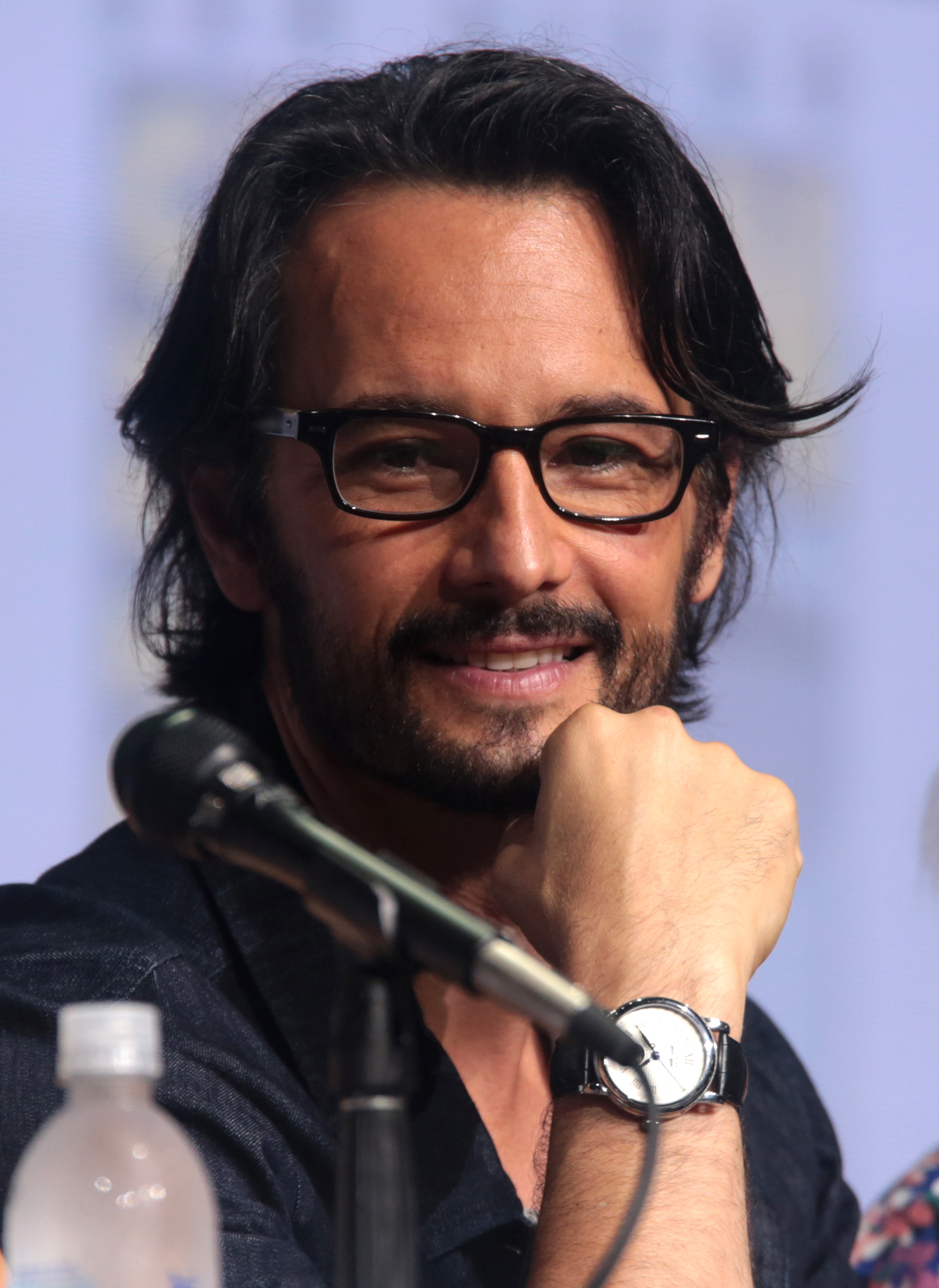
Rodrigo Santoro interprète Hector Escaton.
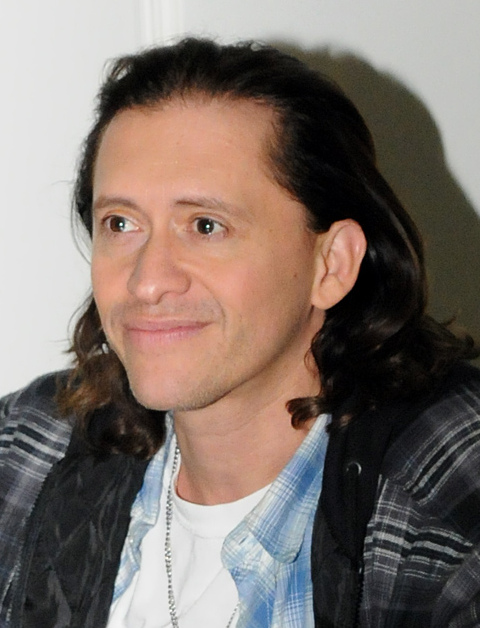
Clifton Collins Jr. interprète Lawrence.
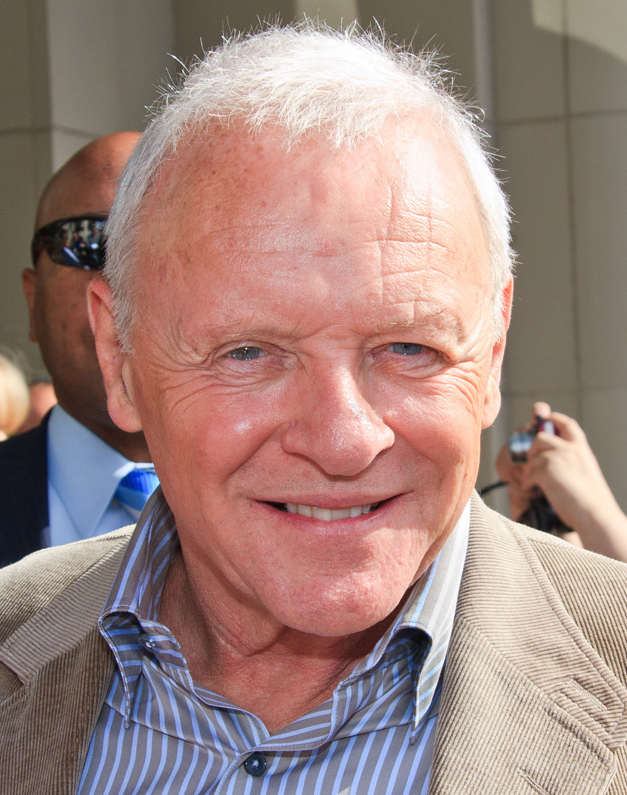
Anthony Hopkins interprète le Dr Robert Ford.
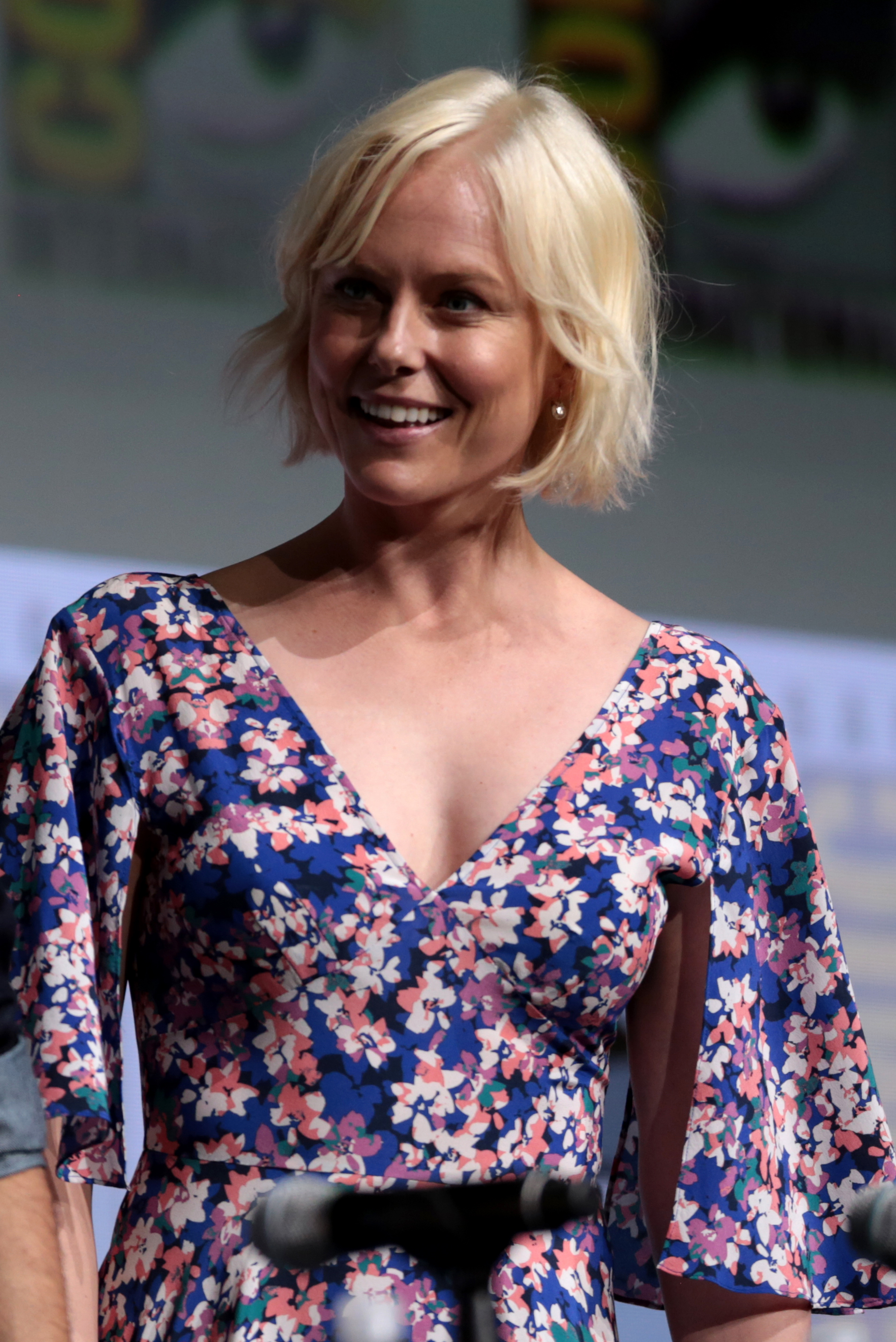
Ingrid Bolsø Berdal interprète Armistice.
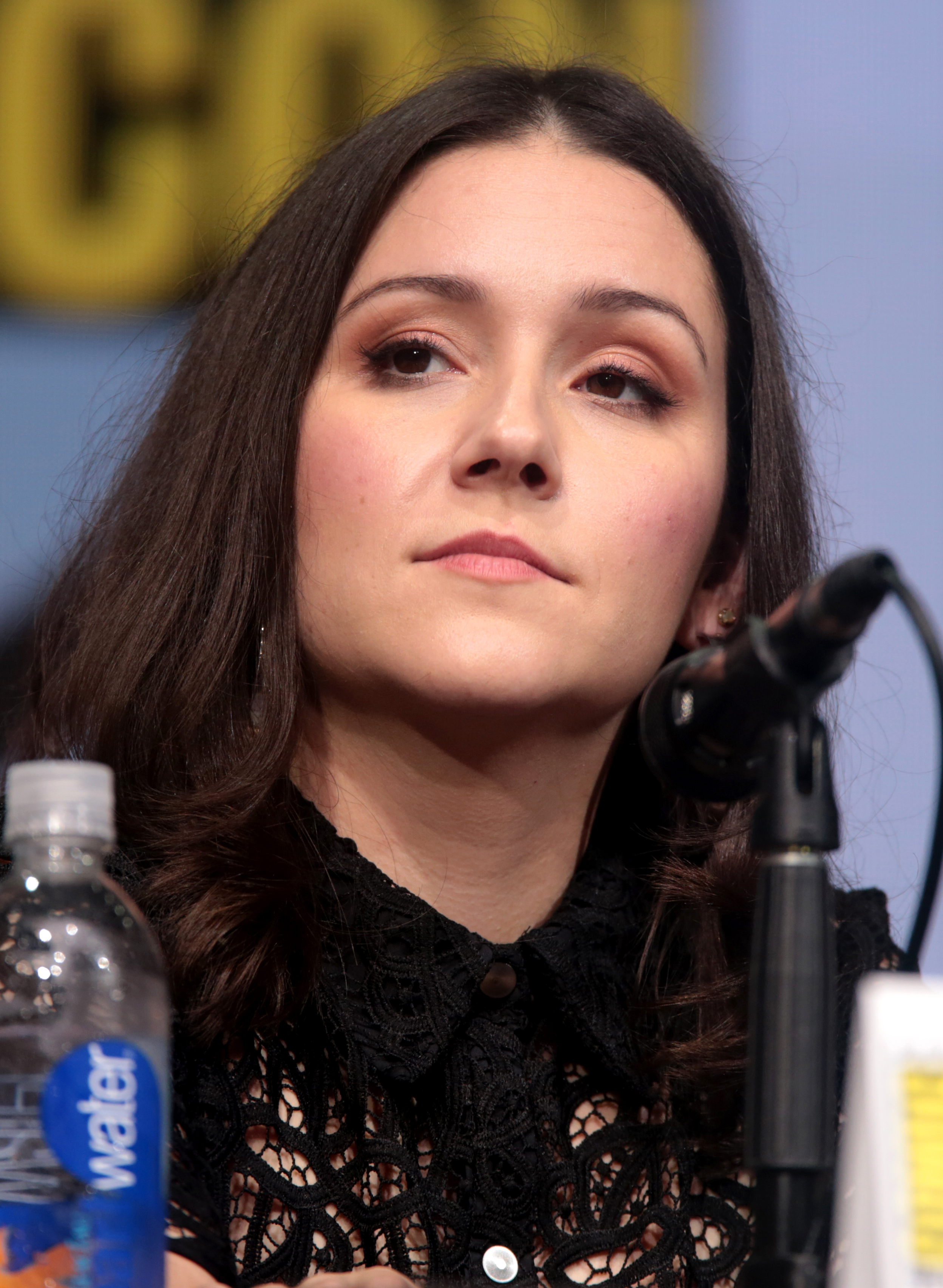
Shannon Woodward interprète Elsie Hughes
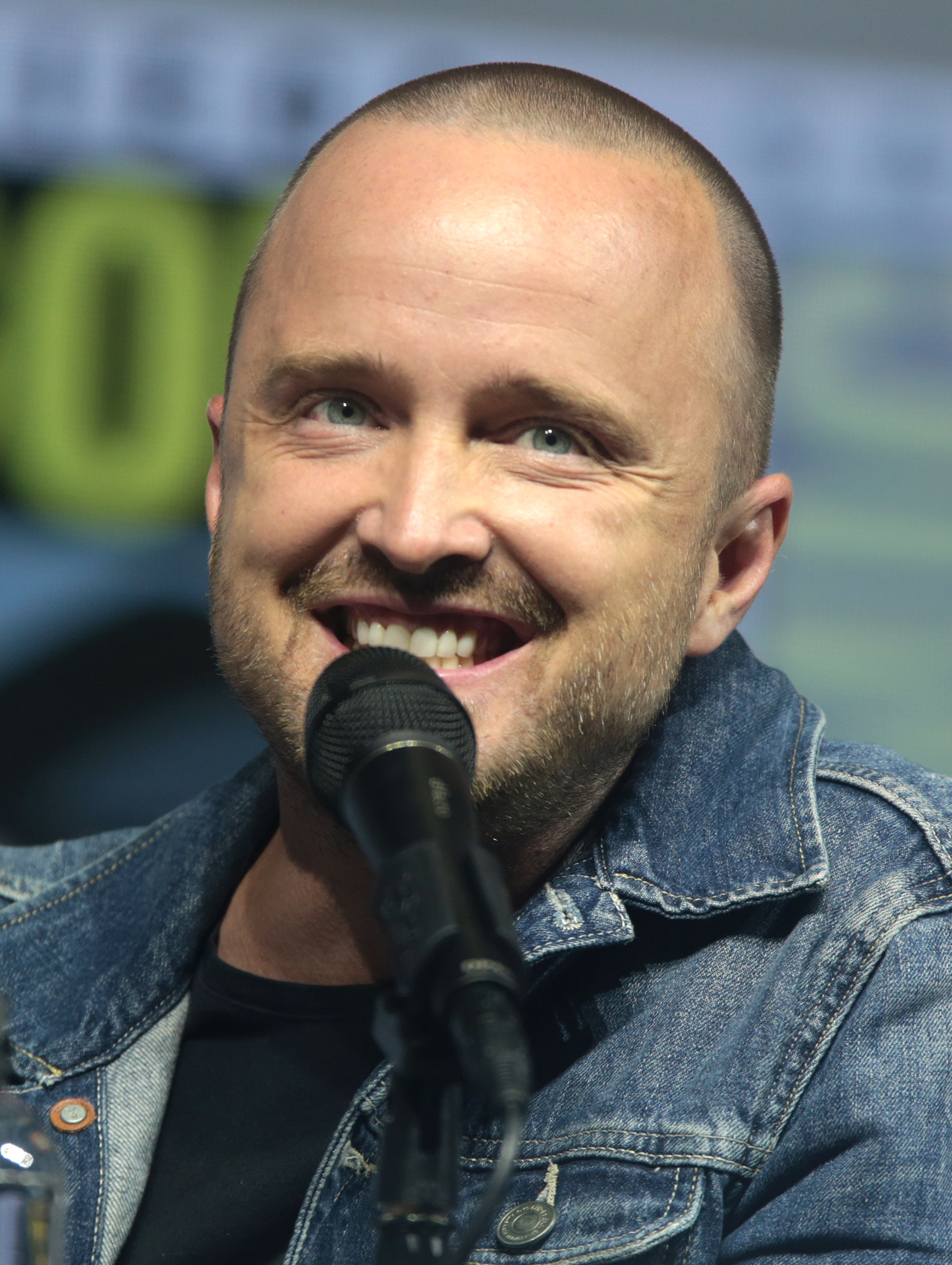
Aaron Paul interprète Caleb Nichols.
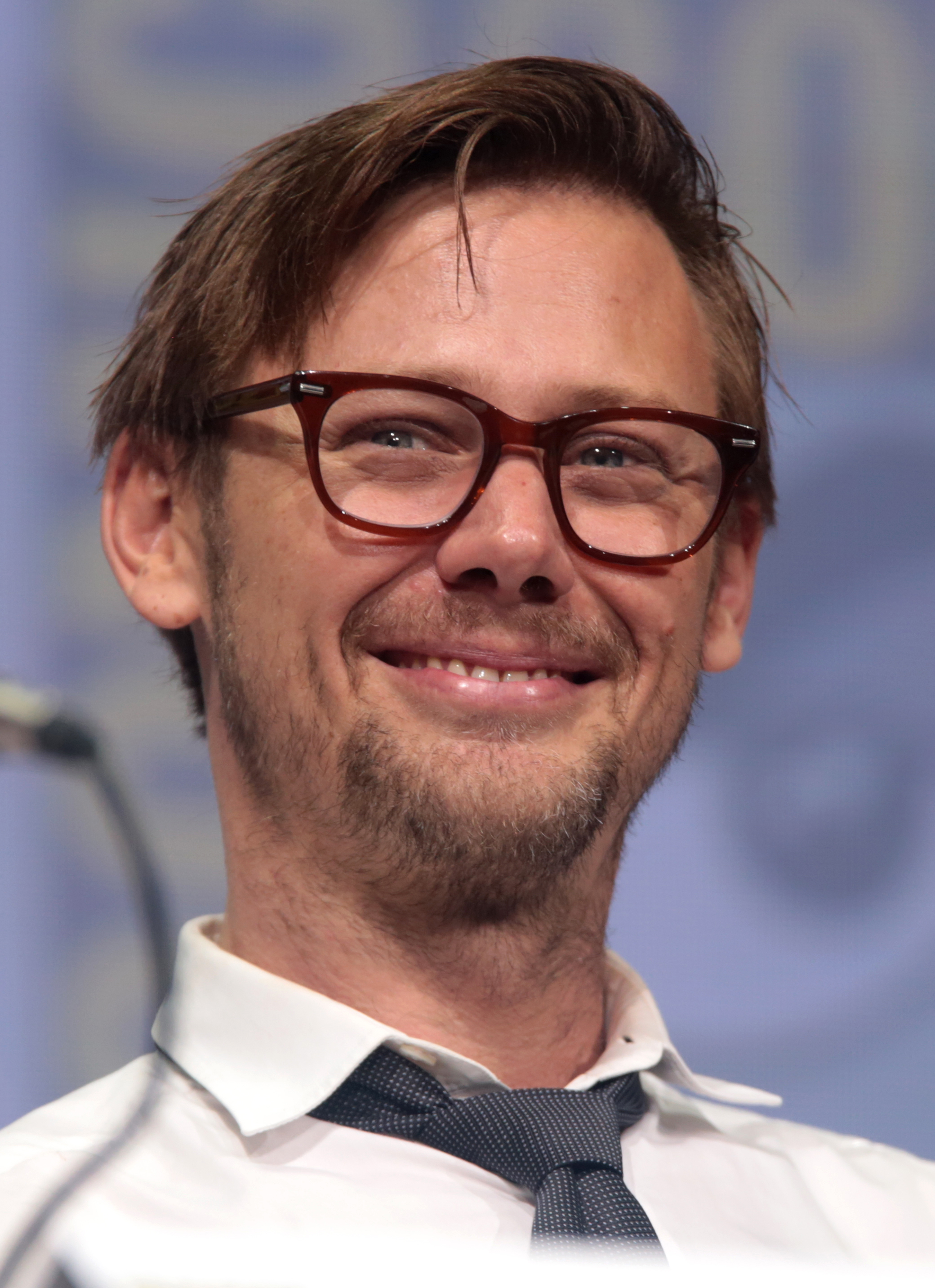
Jimmi Simpson interprète William.
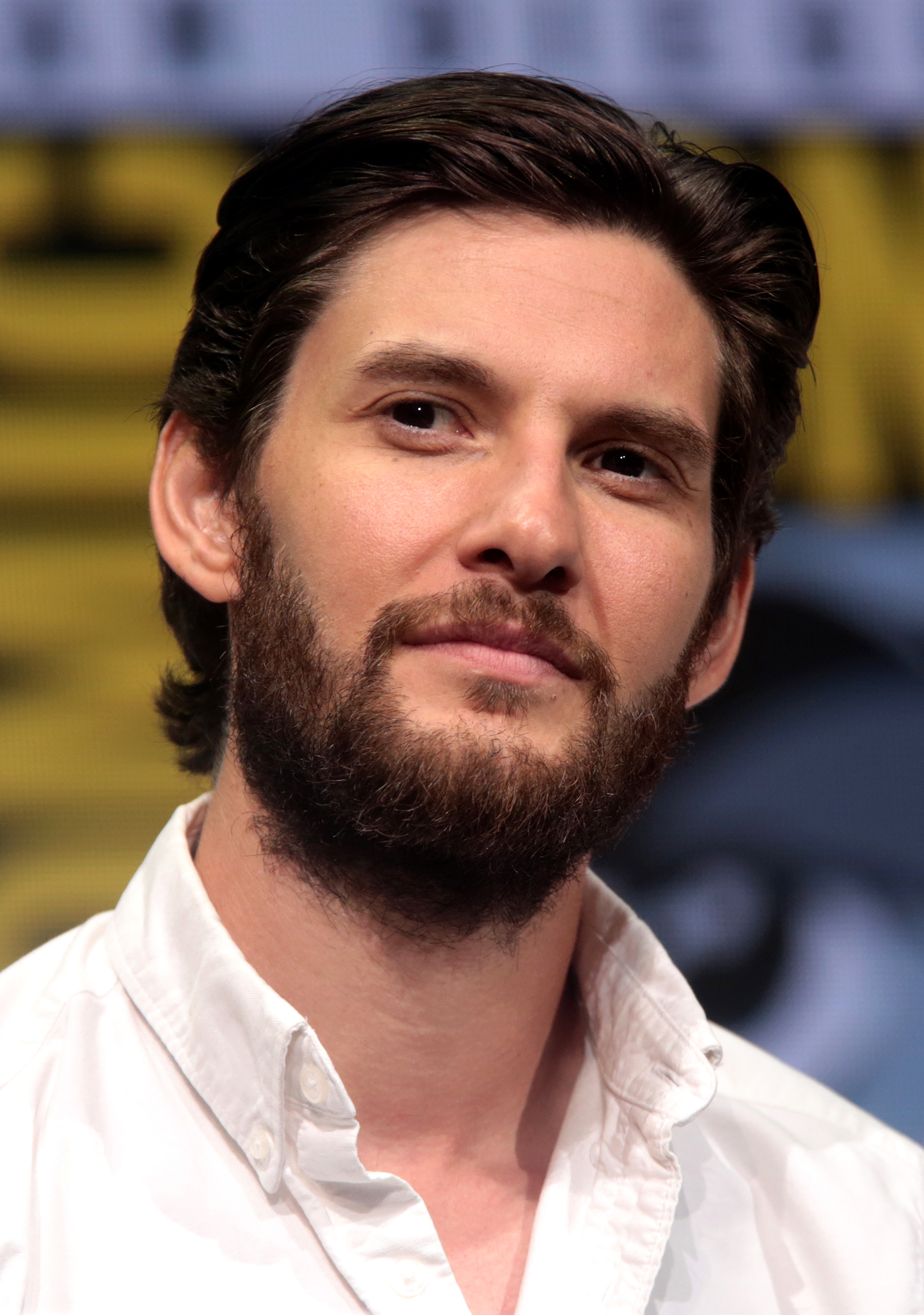
Ben Barnes interprète Logan.
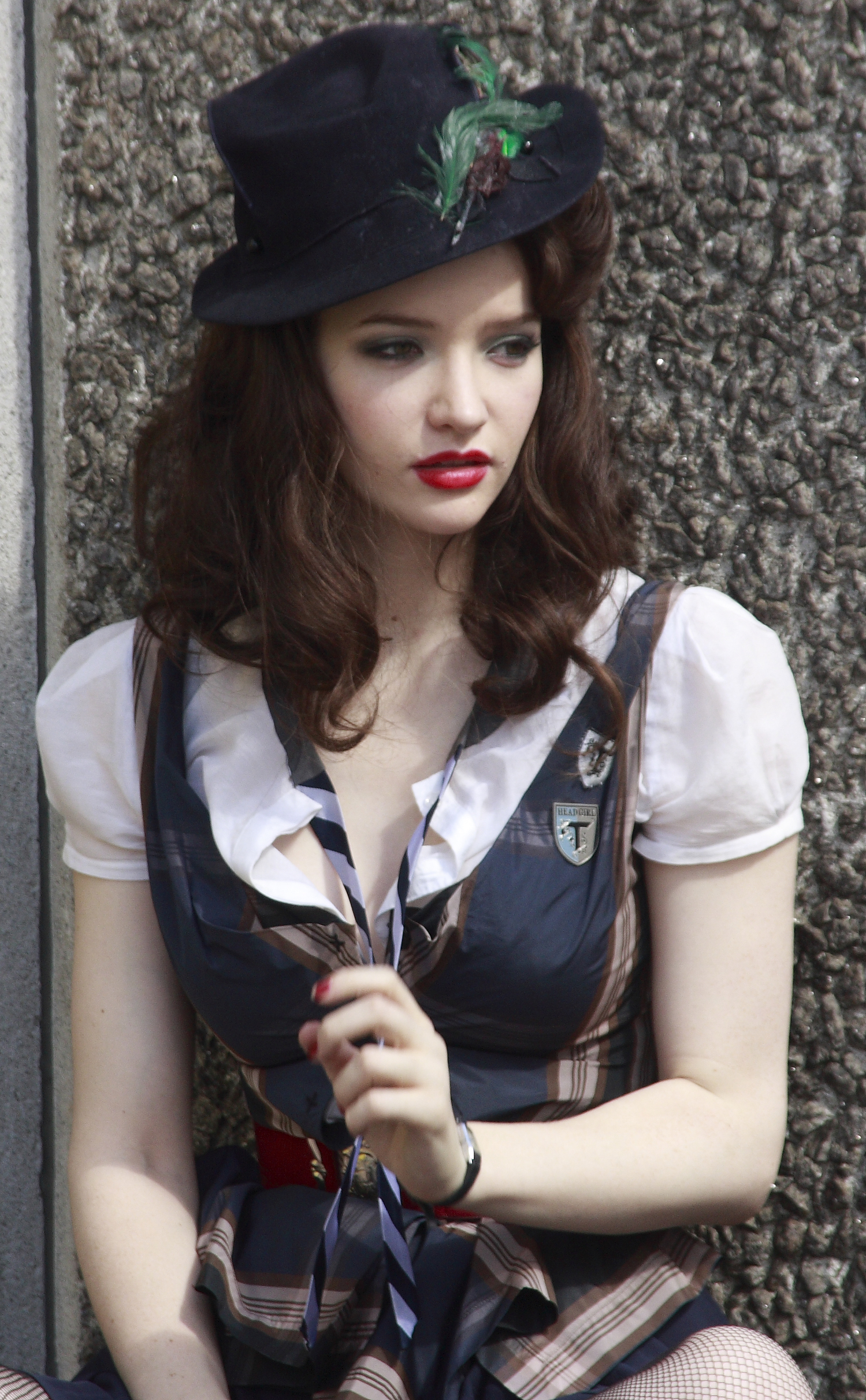
Talulah Riley interprète Angela.
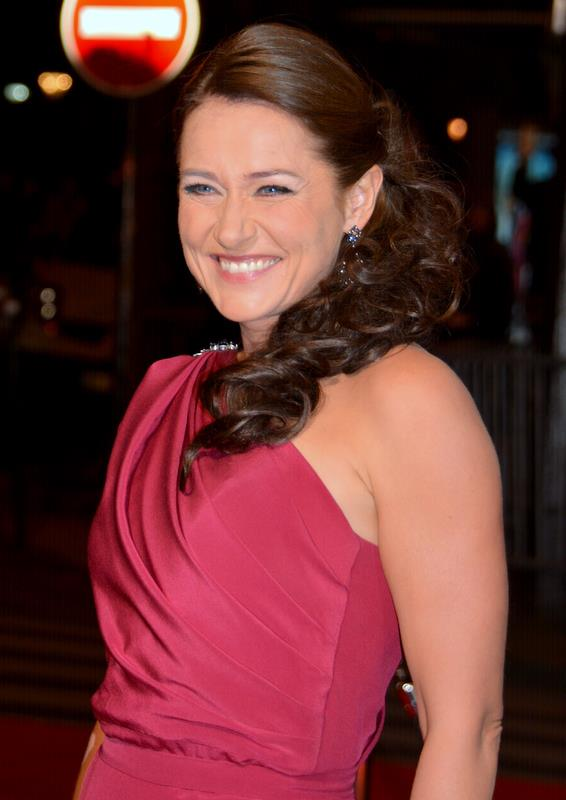
Sidse Babett Knudsen interprète Theresa Cullen.
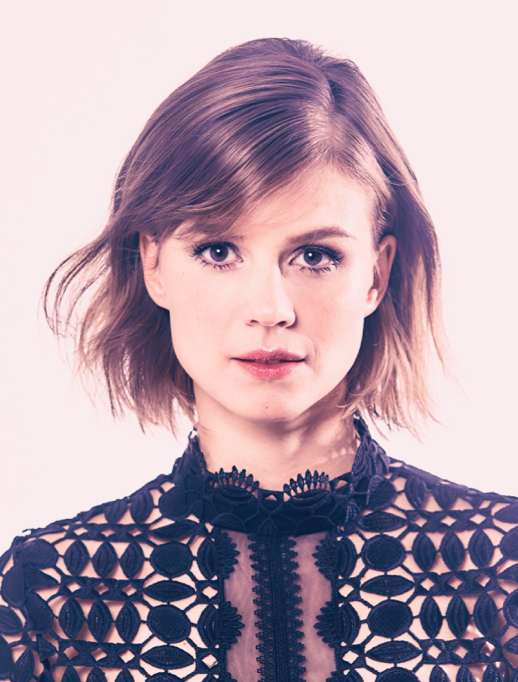
Katja Herbers interprète Emily Grace.
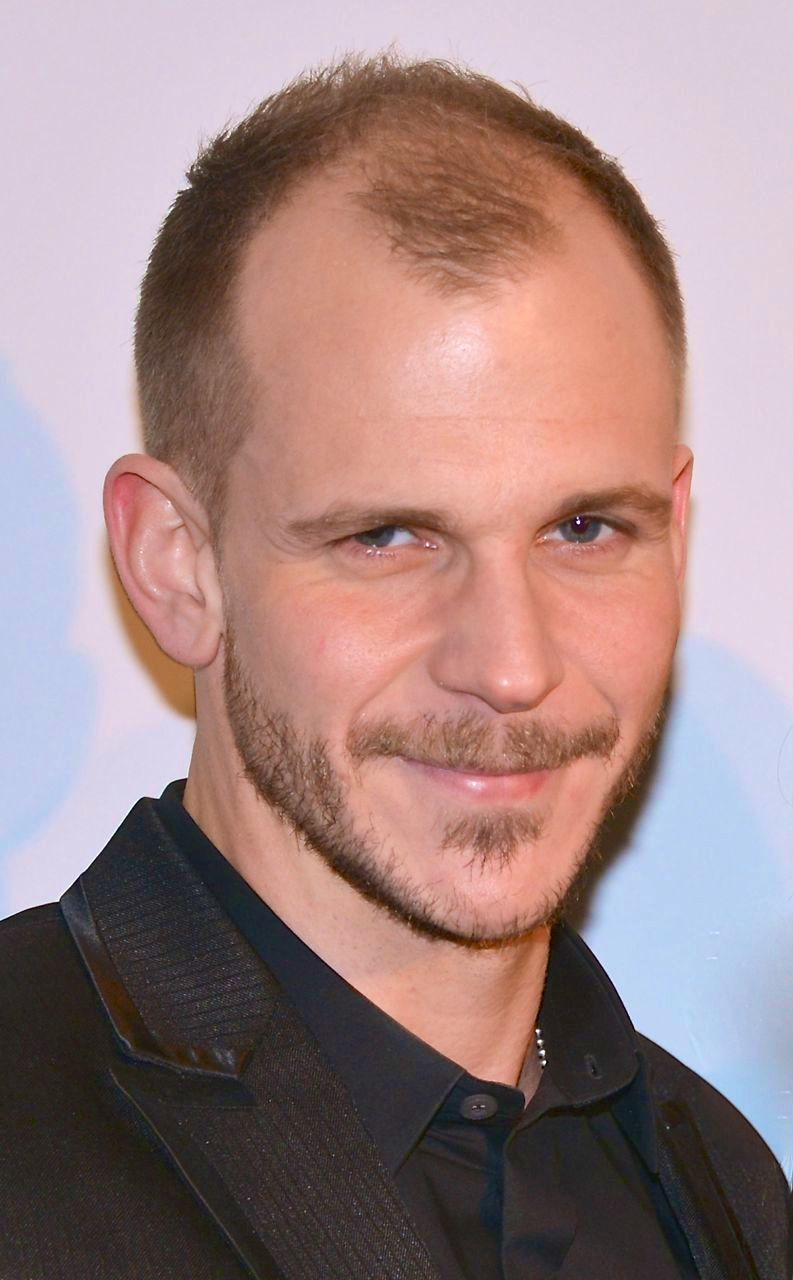
Gustaf Skarsgård interprète Karl Strand.
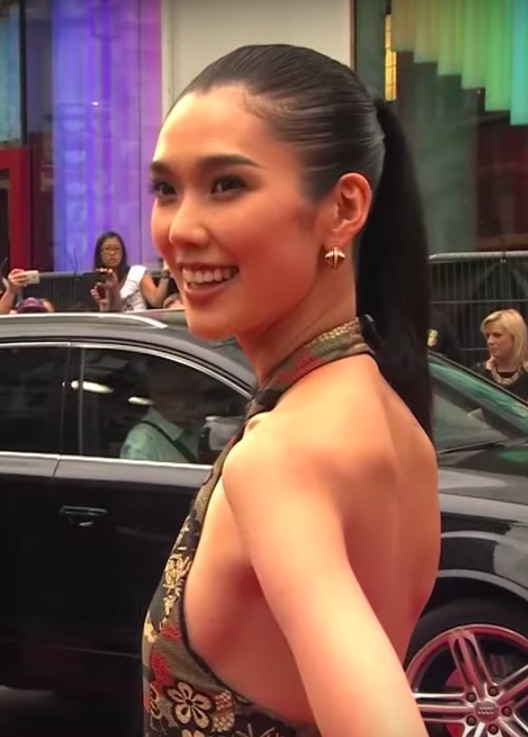
Tao Okamoto interprète Hanaryo.
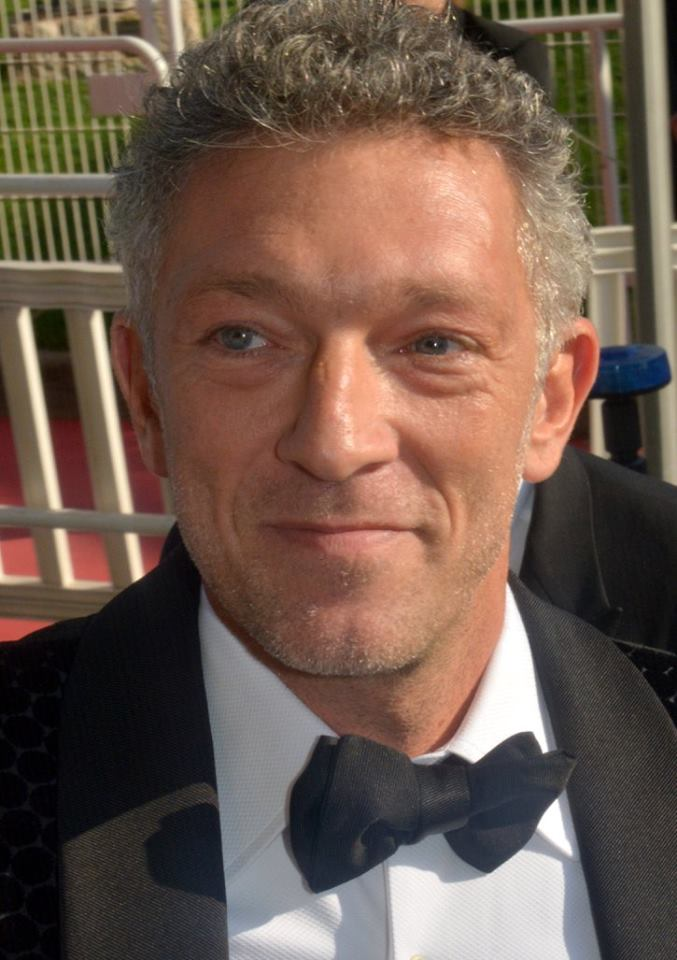
Vincent Cassel interprète Engerraund Serac.

### Acteurs récurrents
Saison 1
- Ptolemy Slocum (VF : Sylvain Agaësse) : Sylvester, technicien
- Leonardo Nam (VF : Fabrice Fara) : Felix Lutz, technicien
- Bradley Fisher (VF : Emmanuel Karsen) : barman du Mariposa
- Izabella Alvarez : fille de Lawrence
- Demetrius Grosse (en) : adjoint du shérif Foss
- Steven Ogg (VF : Joël Zaffarano) : Rebus
- Jeff Daniel Phillips : Tenderloin
- Jasmyn Rae : fille de Maeve
- Oliver Bell : petit garçon / Robert Ford, jeune
- Sorin Brouwers : Wyatt
- Paul Fox (VF : Laurent Larcher) : Dr Ford, jeune
- James Landry Hébert : Slim Miller
- Brian Howe (VF : Patrick Raynal) : le shérif Pickett
- Eddie Shin (en) : Henry, technicien
- Paul-Mikel Williams : Charlie, fils de Bernard
- Chris Browning (en) : Holden, chasseur de primes
- Josh Clark (en) (VF : Henry-Yves Salerne) : Shérif Reed
- Timothy Lee DePriest : ancien Walter
- David Douglas : Gitlitz, technicien
- Christopher Gerse (en) : Destin, technicien
- Bradford Tatum : barman / nouveau Peter Abernathy
- Gina Torres (VF : Laura Zichy) : Lauren, femme de Bernard
- Michael Wincott (VF : Bernard Tiphaine) : le vieux Bill

Saison 2
- Jonathan Tucker (VF : Thierry Wermuth) : Major Craddock
- Betty Gabriel (VF : Déborah Claude) : Maling
- Hiroyuki Sanada (VF : Pierre Tessier) : Musashi
- Peter Mullan (VF : José Luccioni) : James Delos
- Rinko Kikuchi : Akane
- Kiki Sukezane : Sakura
- Julia Jones : Kohana
- Neil Jackson : Nicholas

Saison 3
- John Gallagher, Jr. (VF : Guillaume Lebon) : Liam Dempsey Jr.
- Tommy Flanagan (VF : Patrick Raynal) : Martin Conells
- Lena Waithe (VF : Virginie Emane) : Ash
- Pom Klementieff (VF : elle-même) : Martel
- Kid Cudi (VF : Jhos Lican) : Francis
- Marshawn Lynch (VF : Gunther Germain) : Giggles
- Phoebe Tonkin (VF : Laëtitia Godès) : Penny

Saison 4
- Ariana DeBose (VF : Esthèle Dumand) : Maya
- Nozipho Mclean (VF : Géraldine Asselin) : Uwade Nichols
- Daniel Wu (VF : Cyrille Monge) : Jay
- Aurora Perrineau (VF : Flora Brunier) : Frankie « C » Nichols
- Celeste Clark (VF : Bianca Tomassian) : Frankie Nichols (enfant)
- Manny Montana (VF : Baptiste Marc) : Carver
- Michael Malarkey (VF : Pascal Nowak) : Emmett
- Ted Monte : Arthur Reeves
- Morningstar Angeline : Odina

Version française
- Société de doublage : Dubbing Brothers[3], [4]
- Direction artistique : Hervé Bellon[4]
- Adaptation française : Sylvie Carter et Didier Drouin[4]

 Source et légende : version française (VF) sur RS Doublage  et Doublage Séries Database

## Production

### Développement

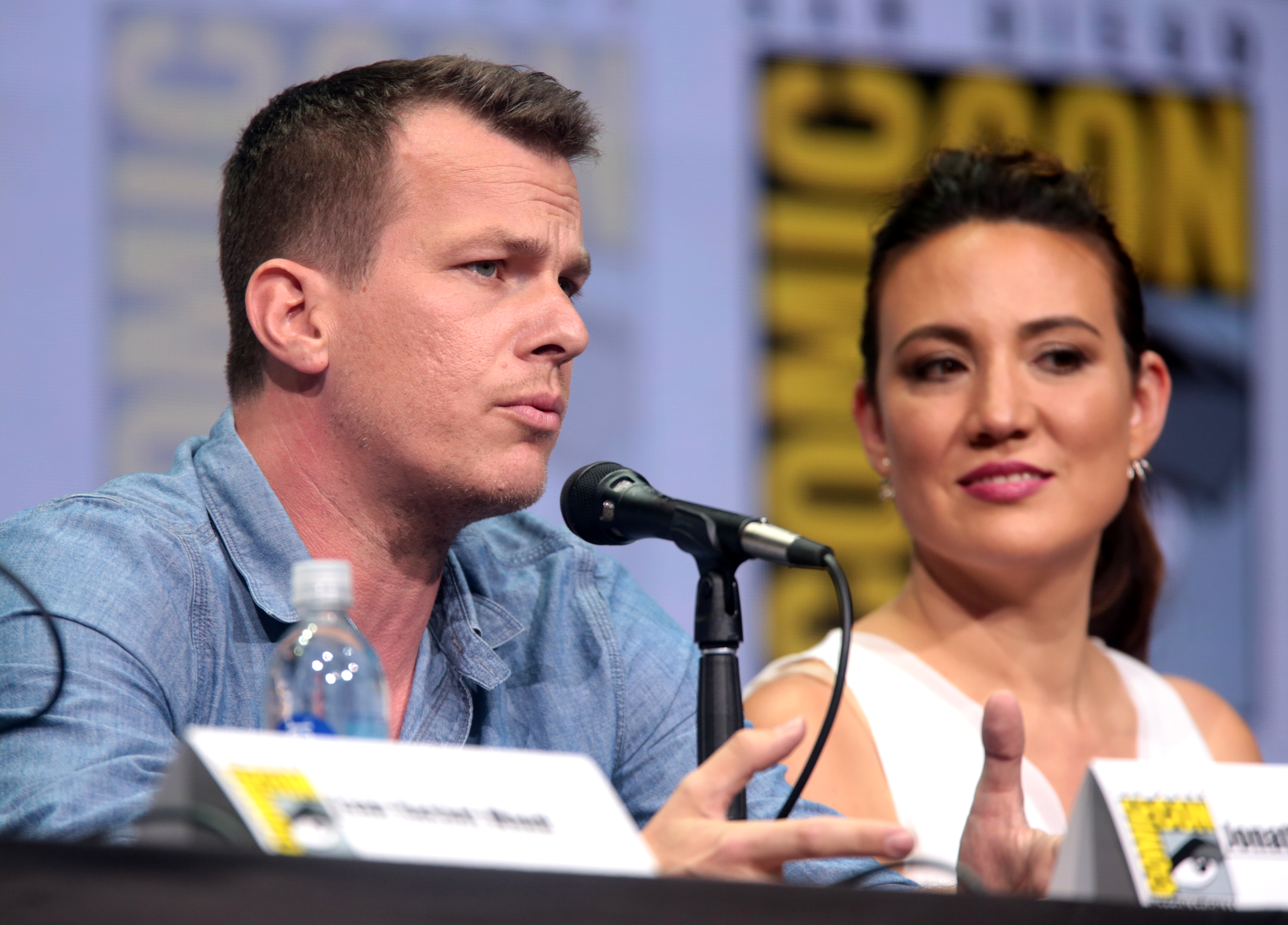
Les créateurs et scénaristes Jonathan Nolan et Lisa Joy.

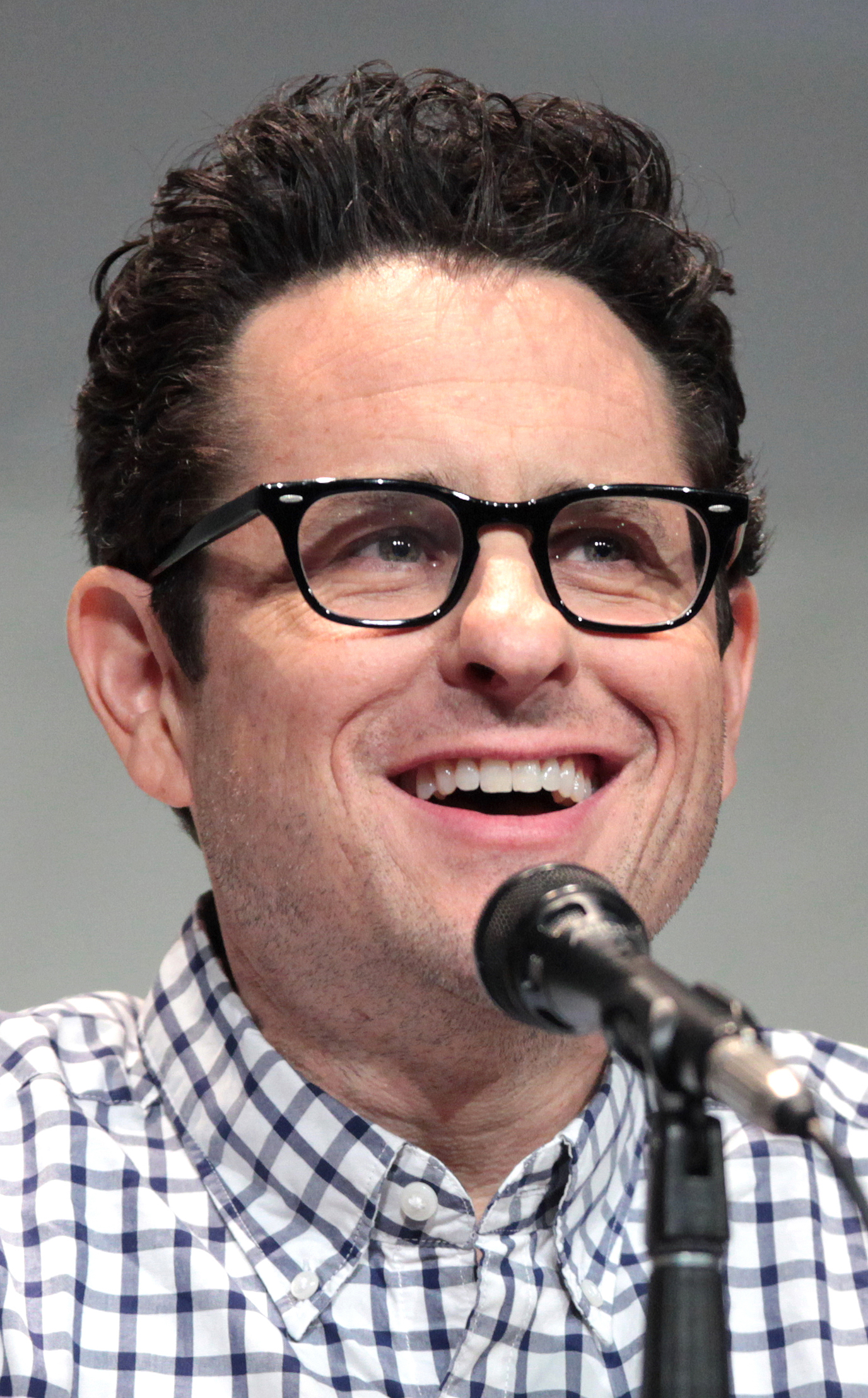
J. J. Abrams, coproducteur.

Le film de science-fiction Mondwest (Westworld) est écrit et réalisé en 1973 par Michael Crichton. Ce dernier se fera connaitre pour le roman Jurassic Park en 1990 et son adaptation cinématographique par Steven Spielberg à partir de 1993. Le film connait une suite en 1976, Les Rescapés du futur (Futureworld) réalisé par Richard T. Heffron. En 1980, CBS réalise une adaptation télévisée sous le nom Beyond Westworld. La série est déprogrammée au bout de trois épisodes seulement, faute d'audience. En 2002, Arnold Schwarzenegger mène le projet d'un remake, mais il abandonne lorsqu'il devient gouverneur de Californie en 2003. En 2011, la Warner Bros. envisage de réaliser un remake du film, mais le projet ne sera jamais concrétisé.
Le 31 août 2013, la chaîne câblée américaine HBO commande un épisode pilote d'une série télévisée adaptée du film. Le pilote est écrit et réalisé par Jonathan Nolan avec l'aide de sa femme Lisa Joy au scénario. Il est produit par J. J. Abrams, Bryan Burk et Jerry Weintraub, pour un montant d'environ 25 millions de dollars américains(environ 22 millions d'euros). Dès le début du projet, les créateurs décident de « refaire le film mais en sens inverse », en centrant la série sur les androïdes et non sur les humains. Le show aborde les thèmes de l'humanité et de l'intelligence artificielle. « Les hôtes découvrent qu'ils ont été créés à notre image, mais commencent à se demander si l'humanité est vraiment ce à quoi ils veulent aspirer ».
Le 18 novembre 2014, la série est officiellement commandée par HBO pour une diffusion à partir de 2015. La chaîne semble porter de grands espoirs sur la série, car elle aurait proposé des contrats de plusieurs saisons aux acteurs. En décembre 2014, il est annoncé que Ramin Djawadi composera la bande originale de la série. Il est alors le compositeur de Game of Thrones diffusée sur la même chaîne et de Person of Interest de Nolan et Abrams. Le budget global de la première saison est estimé à 100 millions de dollars, comme pour la série Vinyl mais deux fois plus que Game of Thrones, soit 8 à 10 millions de dollars par épisode. Le coût est partagé à 50-50 entre HBO et Warner Bros. Television.
En juin 2015, la chaîne annonce que la diffusion prévue au départ en 2015 est décalée à 2016.
Fin septembre 2015, HBO se retrouve sous le feu des critiques pour avoir fait signer à 57 figurants un document l'autorisant à filmer des scènes de sexe très explicites. Le syndicat SAG-AFTRA émet des réserves sur cet accord, et prévient les acteurs, payés 600 $ soit quatre fois plus que la normale, qu'ils peuvent revenir en arrière à tout moment. HBO annonce alors que « le document qui a été remis aux figurants a été créé par une agence de casting extérieure. Il n'a pas été demandé, écrit ou approuvé par les producteurs ». Il est donc modifié pour suivre les standards de la chaîne.
En avril 2016, Jonathan Nolan fait le point sur la production de la série qui connait des difficultés. Il justifie l'arrêt de plusieurs mois du tournage par le fait que celui-ci a débuté rapidement alors qu'il n'y avait que quelques épisodes d'écrits. Il explique également avoir été dépassé par l'envergure du projet, malgré son expérience avec Person of Interest. « La vérité, c'est que nous faisons en fait un film de 10 heures. Ce n'est pas vraiment une série TV. Le slogan : « Ce n'est pas la télévision, c'est HBO », ce n'est pas une blague ! Nous faisons à la fois un western d'époque et un film de science-fiction. Concrètement, on tourne simultanément Alien, Les Moissons du ciel et Impitoyable ! Et ensuite, il faut tout remonter ensemble. C'est juste un travail énorme, massif »,.
Fin mai 2016, HBO annonce que la série sera diffusée à l'automne avec un lancement en octobre aux côtés de trois autres nouvelles séries : Divorce, High Maintenance et Insecure. Fin juillet, la chaîne précise que la série débutera le 2 octobre.
Le générique d'ouverture est conçu par le studio Elastic, déjà à l'origine de celui de Game of Thrones.
En novembre 2016, au vu des très bonnes audiences et des excellentes critiques, HBO commande officiellement une seconde saison de dix épisodes. Cependant, la diffusion ne devrait être programmée que courant 2018 à cause de la taille du projet et du fait que les scénaristes veulent avoir fini d'écrire tous les épisodes avant de commencer à tourner. En février 2018, la bande-annonce du Super Bowl révèle que la seconde saison débutera le 22 avril.
En mai 2018, après la diffusion des deux premiers épisodes de la saison 2, HBO commande une troisième saison, sans précision sur la date de diffusion.
En janvier 2020, HBO dévoile plusieurs informations pour cette troisième saison, prévue pour le 15 mars 2020 et composée de huit épisodes. En février 2020, trois bandes-annonce secrètes sont dévoilées via un site web créé pour l'occasion, représentant une fausse société de collecte de données : Incite Inc..
En avril 2020, HBO a renouvelé la série pour une quatrième saison. Celle-ci est annoncée pour le 26 juin 2022 aux États-Unis et le 27 juin en France.
Le 5 novembre 2022, HBO annonce l'annulation de la série, en dépit de la volonté des créateurs de réaliser une cinquième et dernière saison,,.

### Attribution des rôles
Les acteurs Anthony Hopkins et Evan Rachel Wood sont les premiers à être annoncés à l'attribution du pilote de la série en juillet 2014, respectivement dans les rôles du Dr Robert Ford et de Dolores Abernathy. Le 6 août, Jeffrey Wright (Bernard Lowe), Rodrigo Santoro (Hector Escaton), Shannon Woodward (Elsie King), Ingrid Bolsø Berdal (Armistice), Angela Sarafyan (Clémentine Pennyfeather) et Simon Quarterman (Lee Sizemore) intègrent la distribution. Ils sont rejoints par James Marsden (Teddy Flood) et Eddie Rouse (Kissy) le 8 août, Ed Harris (l'homme en noir) le 11 août, Thandie Newton (Maeve Millay) le 13 août et Miranda Otto le 15 août. Le même mois, plusieurs acteurs sont annoncés dans des rôles secondaires : Kyle Bornheimer, Demetrius Grosse (en), Currie Graham, Lena Georgas, Steven Ogg, Timothy Lee DePriest et Ptolemy Slocum. L'acteur Eddie Rouse, qui avait tourné dans le pilote, décède le 8 décembre 2014. Pour les acteurs Anthony Hopkins et Ed Harris, il s'agit de la première série dans laquelle ils tiennent un rôle régulier,. Le 14 juillet 2015, il est annoncé que Miranda Otto quitte la série car le personnage qu'elle jouait dans le pilote doit être réécrit. Les acteurs Eion Bailey (Logan), Jimmi Simpson (William), Clifton Collins Jr. (Lawrence) et Sidse Babett Knudsen (Theresa Cullen) rejoignent la distribution. La semaine suivante, Eion Bailey est remplacé par Ben Barnes pour des raisons de calendrier. L'actrice Tessa Thompson obtient un rôle principal en septembre 2015. Le 6 avril 2016, l'actrice Lili Simmons (Abigail) rejoint la distribution dans un rôle récurrent. En juillet 2016, il est révélé que Luke Hemsworth détient un rôle principal dans la série.
Le 23 mars 2017, il est annoncé que Talulah Riley, récurrente lors de la première saison, rejoint la distribution principale à partir de la deuxième saison. Quelques jours après, Louis Herthum rejoint également la distribution principale après avoir été récurrent lors de la première saison. Le 11 juillet, il est annoncé que Katja Herbers rejoint la distribution principale de la deuxième saison pour interpréter Grace, une visiteuse qui se retrouve piégée dans le parc. Quelques jours après, c'est au tour de Neil Jackson et Jonathan Tucker de rejoindre la distribution dans les rôles respectif de Nicholas, un homme plein de ressources, et du major Craddock, un officier militaire. En août, il est annoncé que Gustaf Skarsgård (Karl Strand) et Fares Fares (Antoine Costa) rejoignent la distribution principale de la deuxième saison tandis que Betty Gabriel (Maling) obtient un rôle récurrent. Le 15 septembre, c'est l'acteur japonais Hiroyuki Sanada (Musashi) qui est engagé dans un rôle récurrent. En février 2018, il apparaît que Peter Mullan joue le rôle de James Delos, fondateur de Delos Corporation.

### Tournage

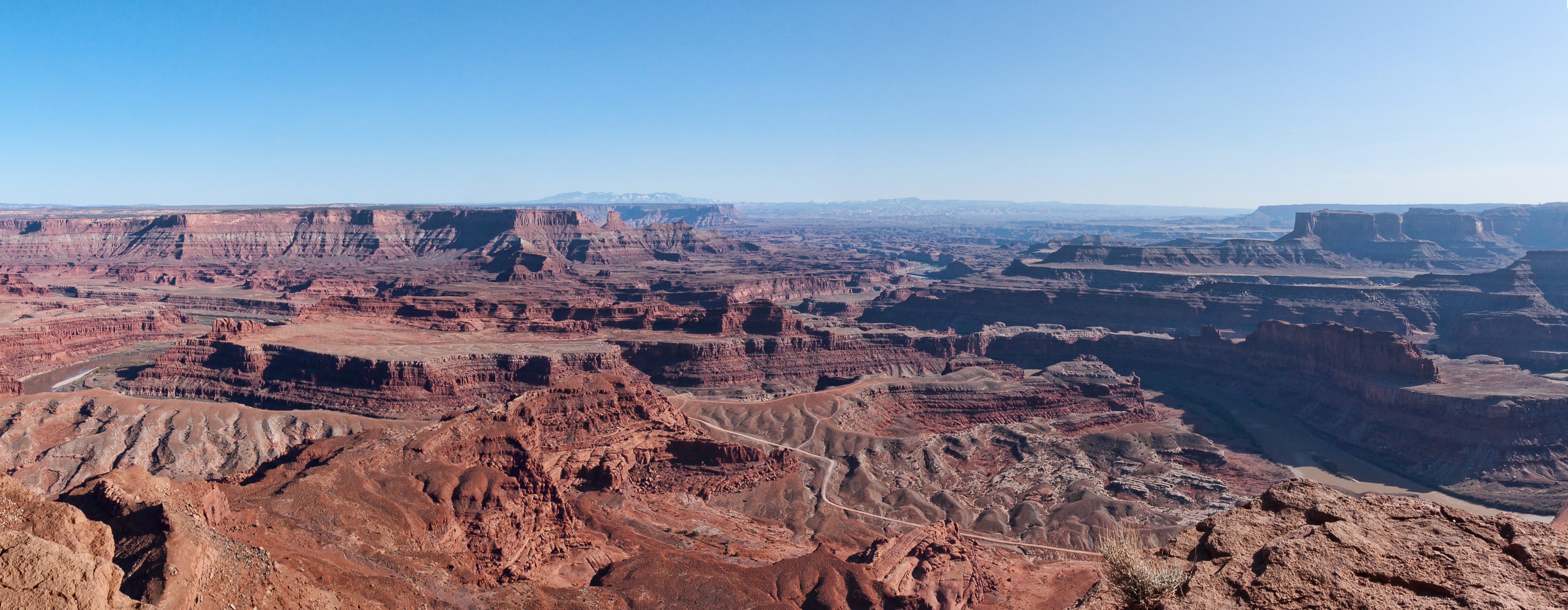
Vue sur le parc d'État de Dead Horse Point, dans l'Utah.

Les paysages rocheux vus dans la série sont majoritairement ceux de l'Utah (États-Unis). Le tournage a lieu plus précisément autour de Moab, Castle Valley et Fischer Valley, à proximité du fleuve Colorado, dans le parc national des Arches, le parc national des Canyonlands et le parc d'État de Dead Horse Point. De nombreux films ont été tournés à ces endroits, par exemple La Chevauchée fantastique (1939), Rio Grande (1950), Indiana Jones et la Dernière Croisade (1989) et Thelma et Louise (1991). Les scènes en intérieur ou en extérieur urbain sont tournées en Californie dans les backlot des studios de Warner Bros. et d'Universal Pictures, au Melody Ranch de Santa Clarita, au Big Sky Movie Ranch de Simi Valley et au Paramount Movie Ranch d'Agoura Hills. Ces décors permanents ont servi pour d'autres films comme Les Sept Mercenaires (1960) et Django Unchained (2012). Les scènes de train extérieures sont tournées sur la Fillmore and Western Railway (en) en Californie tandis que celles intérieures se déroulent dans un décor posé sur un camion faisant des allers et retours sur l'Utah State Route 128 (en),,,.
Dès le début de la pré-production, il est décidé que la série serait filmée sur pellicule 35 mm malgré les difficultés à trouver des stocks de film auprès des rares fabricants, notamment Kodak. Les directeurs de la photographie utilisent principalement des caméras Arri (Arriflex Arricam Lite, Arriflex 235, Arriflex 435, XT et LT…) avec des objectifs Leica, Fujifilm et Canon. Les rushes sont développés par FotoKem (en) puis numérisés en 2K par Encore Hollywood (en) avant d'être retouchés. HBO reçoit le montage final sous forme de fichiers numériques JPEG 2K tandis que Warner Bros. reçoit un film négatif pour l'archivage,.
Le tournage du pilote a lieu à Los Angeles en août 2014.
Le tournage de la première saison débute en juillet 2015. La production reçoit un crédit d'impôt de 12 millions de dollars de la part de la Californie pour venir tourner dans l'État. Elle reçoit également un crédit de 460 000 dollars pour tourner dans l'Utah autour de Moab. Prévu pour prendre fin en novembre, le tournage prend du retard et se voit même interrompu en janvier 2016 pour une durée de deux mois afin de permettre aux créateurs et scénaristes, Jonathan Nolan et Lisa Joy, de rattraper leur retard sur les scripts des quatre derniers épisodes. Il reprend en avril 2016.
Le tournage de la seconde saison débute en juillet 2017 dans l'Utah. Il se trouve momentanément interrompu en novembre à cause d'un problème de santé de l'un des acteurs, puis en décembre à cause des violents feux de forêt ravageant la Californie. Le tournage de la seconde saison prend fin en janvier 2018.

### Musique
Ramin Djawadi compose la bande originale de la série. Il a déjà travaillé avec la chaîne HBO sur Game of Thrones et avec Jonathan Nolan sur la série Person of Interest.
En plus des compositions originales, Ramin Djawadi réarrange des chansons modernes dans des versions pour piano de saloon ou orchestre symphonique. Il explique vouloir souligner avec ce choix l'anachronisme de la série mettant en scène des robots au Far West. Dans la première saison, il réarrange ainsi des chansons de Radiohead (No Surprises, Fake Plastic Trees), des Rolling Stones (Paint It, Black), de Soundgarden (Black Hole Sun), de The Cure (A Forest), de Nine Inch Nails (Something I Can Never Have), de The Animals (The House of the Rising Sun) ou d'Amy Winehouse (Back to Black).
Dans la deuxième saison, sont réarrangées des chansons de Kanye West (Runaway), The White Stripes (Seven Nation Army), Wu-Tang Clan (C.R.E.A.M.), Nirvana (Heart-Shaped Box), Radiohead (Codex), The Rolling Stones avec de nouveau Paint It, Black mais avec des arrangements différents, et la célèbre composition de Scott Joplin, The Entertainer.
L'album de la bande originale de la première saison, comprenant 34 titres, sort le 5 décembre 2016. Il contient les musiques originales créées par Ramin Djawadi et ses arrangements pour piano ou orchestre symphonique de chansons modernes de groupes tels que Radiohead ou The Rolling Stones. Par contre, l'album ne contient pas les compositions de musique classique utilisées dans la série, excepté Rêverie de Claude Debussy,.
La bande originale de la saison 2 est publiée le 25 juin 2018 et comprend 29 titres.

### Promotion
Les premières photos de la série Westworld sont dévoilées par son créateur Jonathan Nolan le 12 juillet 2015 lors du panel consacré à la série Person of Interest au Comic-Con de San Diego. Le 10 août, une première bande-annonce est diffusée sur internet. Lors du festival South by Southwest en mars 2016, le producteur J. J. Abrams dévoile une nouvelle bande-annonce aux festivaliers. Le 19 juin, à l'occasion de la diffusion du neuvième épisode de la sixième saison de Game of Thrones, HBO dévoile une nouvelle bande-annonce. Le 29 août, une autre bande-annonce est mise en ligne. En septembre 2016, la série possède son propre stand au salon des nouvelles technologies de San Francisco, le Techcrunch Disrupt. Les visiteurs peuvent y découvrir le parc d'attraction en réalité virtuelle grâce à un casque HTC Vive,.
Une première courte bande-annonce de la seconde saison est dévoilée le 23 juillet 2017 lors du Comic-Con de San Diego. Une seconde bande-annonce plus longue est diffusée lors du Super Bowl du 4 février 2018. En mars 2018, le magazine Entertainment Weekly publie douze nouvelles photos de promotion. Ce même mois, à l'occasion du festival South by Southwest, HBO ouvre un parc à thème provisoire reproduisant les décors de la ville de Sweetwater qui permet aux visiteurs de s'immerger dans l'univers de la série et d'obtenir des indices sur l'intrigue de la saison à venir.
HBO a mis en ligne un site web spécifique (discoverwestworld.com) qui se présente comme le site du parc, permettant d'obtenir des renseignements sur la série et même de réserver des nuits dans un hôtel du parc. En février 2018, un second site (delosdestinations.com) se présentant comme celui de la société Delos Destinations, propriétaire du parc et de cinq autres, est mis en ligne.

### Fiche technique
Sauf indication contraire, les informations mentionnées dans cette section peuvent être confirmées par la base de données cinématographiques IMDb,  présente dans la section « Liens externes ».
- Titre : Westworld
- Création : Jonathan Nolan et Lisa Joy
- Réalisation : Jonathan Nolan (pilote), Jonny Campbell (en), Richard J. Lewis (en), Fred Toye (en), Stephen Williams
- Scénario : Jonathan Nolan et Lisa Joy, d'après Mondwest (Westworld) de Michael Crichton
- Direction artistique : Jonathan Carlos, Dennis Bradford, Naaman Marshall
- Décors : Zack Grobler, Nathan Crowley
- Costumes : Ane Crabtree, Trish Summerville
- Photographie : Brendan Galvin, Robert McLachlan (en), Paul Cameron
- Montage : Marc Jozefowicz, Andrew Seklir, Stephen Semel (en), Tanya M. Swerling, Mark Yoshikawa
- Musique : Ramin Djawadi
- Casting : John Papsidera (en)
- Production : Cherylanne Martin et Athena Wickham
  - Production déléguée : J. J. Abrams, Bryan Burk, Lisa Joy, Jonathan Nolan et Jerry Weintraub
- Sociétés de production : Bad Robot Productions, Jerry Weintraub Productions et Kilter Films, en association avec Warner Bros. Television[83]
- Sociétés de distribution : HBO
- Budget : 100 millions de dollars (saison 1)[9]
- Pays d'origine :  États-Unis
- Langue originale : Anglais
- Format : 1,78:1 (16/9) - HD - couleur - 35 mm
- Genre : Science-fiction, thriller, drame
- Durée : de 54 à 86 minutes par épisode
- Classification : Déconseillé aux moins de 12 ans[84]

### Diffusion internationale
- En version originale
  -  États-Unis : sur HBO depuis le 2 octobre 2016 ;
  -  Australie : sur Showcase[85] depuis le 3 octobre 2016 ;
  -  Canada : sur HBO Canada depuis le 2 octobre 2016 ;
  -  Royaume-Uni : sur Sky Atlantic[86] depuis le 4 octobre 2016.
- En version originale sous-titrée en français
  -  Belgique : sur Be 1 depuis le 3 octobre 2016[87],[88] ;
  -  France : sur OCS City depuis le 3 octobre 2016[89],[90] ;
  -  Suisse : sur RTS Un depuis le 3 octobre 2016[91].
- En version française
  -  Belgique : sur Be Séries à partir du 9 janvier 2017[réf. nécessaire] ;
  -  Québec : sur Super Écran à partir du 9 janvier 2017[92],[93] ;
  -  France : sur OCS City depuis le 11 février 2017[94].

## Épisodes

### Première saison (2016):Le Labyrinthe
La première saison, comptant dix épisodes, est diffusée du 2 octobre au 4 décembre 2016.
Le titre de cette saison, Le Labyrinthe (The Maze), apparaît sur les DVD.
1. L'Original (The Original)
2. Marronnier (Chestnut)
3. L'Égaré (The Stray)
4. Théorie de la dissonance (Dissonance Theory)
5. Contrapasso (Contrapasso)
6. L'Adversaire (The Adversary)
7. Trompe l'œil (Trompe l'œil)
8. L'Origine du déclin (Trace Decay)
9. Le Clavier bien tempéré (The Well-Tempered Clavier)
10. L'Esprit bicaméral (The Bicameral Mind)

### Deuxième saison (2018):La Porte
La deuxième saison, comptant dix épisodes, est diffusée du 22 avril au 24 juin 2018 sur HBO.
Le titre de cette saison, La Porte (The Door), apparaît sur les DVD.
1. Voyage dans la nuit (Journey into Night)
2. Réunion (Reunion)
3. Virtù e fortuna (Virtù e fortuna)
4. L'Énigme du sphinx (The Riddle of the Sphinx)
5. Akane no Mai (Akane no Mai)
6. Le Cœur de Sakura (Phase Space)
7. Les Écorchés (Les Écorchés)
8. Kiksuya (Kiksuya)
9. Point de fuite (Vanishing Point)
10. Le Passager (The Passenger)

### Troisième saison (2020):Le Nouveau Monde
La troisième saison, sous-titrée Le Nouveau Monde (The New World), comptant huit épisodes, est diffusée du 15 mars 2020 au 3 mai 2020 sur HBO, et en France, elle est diffusée dès le 16 mars 2020, 24 heures après les États-Unis sur OCS City.
1. Parce Domine (Parce Domine)
2. La Ligne d'hiver (The Winter Line)
3. L'Absence de champ (The Absence of Field)
4. La Mère des exilés (The Mother of Exiles)
5. Genre (Genre)
6. Décohérence (Decoherence)
7. Gage de réussite (Passed Pawn)
8. Théorie de crise (Crisis Theory)

### Quatrième saison (2022):Le Choix
La quatrième et dernière saison, sous-titrée Le Choix (The Choice), comptant huit épisodes, est diffusée depuis le 26 juin 2022 aux États-Unis sur HBO, et le lendemain en France sur OCS.
1. Oiseau de mauvais augure (The Auguries)
2. Les Âmes solitaires (Well Enough Alone)
3. Les Années folles (Années Folles)
4. Génération sacrifiée (Generation Loss)
5. Zhuangzi (Zhuangzi)
6. Fidélité (Fidelity)
7. Metanoia (Metanoia)
8. Que Será, Será (Que Será, Será)

Source des titres en français

## Accueil

### Audiences
Aux États-Unis, la première saison attire en moyenne 1,83 million de téléspectateurs chaque semaine. L'audience globale atteint 12 millions de téléspectateurs par épisode en incluant les rediffusions et les services de replay et de VoD. C'est le meilleur score d'une première saison d'une série d'HBO, dépassant même celui de Game of Thrones,.
Le premier épisode est suivi par 1,96 million de téléspectateurs lors de sa première diffusion le 2 octobre 2016. C'est trois fois plus que les 764 000 de la série Vinyl diffusée la même année, et c'est proche mais inférieur aux 2,2 millions de Game of Thrones en 2011 et aux 2,33 millions de True Detective en 2014. L'audience globale monte à 3,3 millions de téléspectateurs, toutes plateformes confondues, à comparer aux 4,2 millions de Game of Thrones. Le dernier épisode diffusé le 4 décembre 2016 est regardé par 2,24 million de téléspectateurs, établissant le record de la série, et son audience globale atteint 3,6 millions de téléspectateurs,.
En 2016, Westworld est la troisième série la plus téléchargée en torrent derrière Game of Thrones et The Walking Dead.
| Numéro  | Nom de l'épisode         | Audiences en direct | Audiences en J+3 | Audiences en J+7 |
| ------- | ------------------------ | ------------------- | ---------------- | ---------------- |
| 1       | L'Original               | 1 963 000           | 3 300 000        | -                |
| 2       | Marronnier               | 1 496 000           | 2 910 000        | -                |
| 3       | L'Égaré                  | 2 097 000           | 3 400 000        | -                |
| 4       | Théorie de la dissonance | 1 698 000           | 3 280 000        | -                |
| 5       | Contrapasso              | 1 485 000           | 3 100 000        | -                |
| 6       | L'Adversaire             | 1 637 000           | 3 100 000        | -                |
| 7       | Trompe l'œil             | 1 745 000           | -                | -                |
| 8       | L'Origine du déclin      | 1 777 000           | 3 340 000        | -                |
| 9       | Le Clavier bien tempéré  | 2 086 000           | 3 610 000        | -                |
| 10      | L'Esprit bicaméral       | 2 240 000           | 3 750 000        | -                |
| Moyenne | Moyenne                  | 1 822 400           | 3 310 000        | 13 200 000       |

| Numéro  | Nom de l'épisode    | Audiences en direct | Audiences en J+3 | Audiences en J+7 |
| ------- | ------------------- | ------------------- | ---------------- | ---------------- |
| 1       | Voyage dans la nuit | 2 055 000           | -                | 12 000 000       |
| 2       | Réunion             | 1 850 000           | 2 940 000        | -                |
| 3       | Virtù e fortuna     | 1 631 000           | -                | -                |
| 4       | L'Énigme du sphinx  | 1 586 000           | 2 640 000        | -                |
| 5       | Akane no Mai        | 1 545 000           | -                | -                |
| 6       | Le Cœur de Sakura   | 1 113 000           | 2 460 000        | -                |
| 7       | Les Écorchés        | 1 386 000           | -                | -                |
| 8       | Kiksuya             | 1 439 000           | 2 480 000        | -                |
| 9       | Point de fuite      | 1 564 000           | -                | -                |
| 10      | Le Passager         | 1 559 000           | 2 620 000        | -                |
| Moyenne | Moyenne             | 1 572 800           | 2 628 000        | 9 200 000        |

| Numéro  | Nom de l'épisode   | Audiences en direct | Audiences en J+3 | Audiences en J+7 |
| ------- | ------------------ | ------------------- | ---------------- | ---------------- |
| 1       | Parce Domine       | 901 000             | 1 700 000        | 9 000 000        |
| 2       | La Ligne d'hiver   | 778 000             | 1 435 000        | -                |
| 3       | L'absence de champ | 801 000             | 1 381 000        | -                |
| 4       | La mère des exilés | 779 000             | 1 391 000        | -                |
| 5       | Genre              | 766 000             | 1 313 000        | -                |
| 6       | Décohérence        | 771 000             | 1 331 000        | -                |
| 7       | Pion passé         | 813 000             | 1 324 000        | -                |
| 8       | Théorie de crise   | 888 000             | -                | -                |
| Moyenne | Moyenne            | 812 125             | -                | -                |

### Réception critique
La série est classée par plusieurs médias comme « l'une des séries les plus attendues de l'année » (2015 puis 2016,). Pour certains, elle a le potentiel pour devenir la nouvelle série évènement de la chaîne HBO, après Game of Thrones et True Detective,.
Les premières critiques de la presse américaine sont en majorité très positives, voire dithyrambiques. Elles comparent souvent la série à Game of Thrones. IGN souligne « le casting hors concours, les excellents visuels et la bande son phénoménale ». Pour Collider, « la série est joliment conçue, mariant une esthétique Far West avec des éléments de science-fiction froids ». TV Guide parle d'une « adaptation somptueusement produite, profondément passionnante et effroyablement provocante ». Pour The Hollywood Reporter, Westworld est une « série ambitieuse avec une mythologie […] complexe ». The Telegraph décrit un « monde visionnaire complexe qui n'est pas pressé de déballer son histoire ». De rares critiques font entendre un autre son de cloche, comme Variety qui parle d'une série « incroyable visuellement » mais qui ne parvient pas à masquer « l'indécision, la condescendance et le vide en son sein »,,.
Sur le site web Rotten Tomatoes, la première saison obtient une note moyenne de 89 sur 100 basée sur 73 critiques presse. Sur Metacritic, elle a une note de 74 sur 100 basée sur 43 critiques. Par ailleurs, la série obtient sur le site Internet Movie Database une note de 8,9 sur 10 basée sur 246 647 votes d'internautes. Elle obtient sur le site Allociné une note de 3,8 sur 5 basée sur 22 critiques de presse et une note de 4,5 sur 5 basée sur 5 073 votes de spectateurs.

### Distinctions

#### Récompenses
- Satellite Awards 2016[122] :
  - Meilleure actrice dans une série télévisée dramatique pour Evan Rachel Wood
- Critics' Choice Television Awards 2016[123] :
  - Nouvelle série la plus attendue
- Critics' Choice Television Awards 2017[123] :
  - Meilleure actrice dans une série télévisée dramatique pour Evan Rachel Wood
  - Meilleure actrice dans un second rôle dans une série télévisée dramatique pour Thandiwe Newton
- Saturn Awards 2017[124] :
  - Meilleure série de science-fiction
  - Meilleur acteur de télévision dans un second rôle pour Ed Harris
- Primetime Emmy Awards 2018[125] :
  - Meilleure actrice dans un second rôle dans une série télévisée dramatique pour Thandiwe Newton
- Saturn Awards 2019[126] :
  - Meilleure série de science-fiction

#### Nominations
- Satellite Awards 2016[122] :
  - Meilleure série télévisée de genre
- Critics' Choice Television Awards 2017[123] :
  - Meilleure série télévisée dramatique
- Screen Actors Guild Awards 2017[127] :
  - Meilleure actrice dans une série télévisée dramatique pour Thandie Newton
  - Meilleure distribution pour une série télévisée dramatique
  - Meilleure équipe de cascadeurs dans une série télévisée
- Golden Globes 2017[128] :
  - Meilleure série télévisée dramatique
  - Meilleure actrice dans une série télévisée dramatique pour Evan Rachel Wood
  - Meilleure actrice dans un second rôle dans une série, une mini-série ou un téléfilm pour Thandie Newton
- Primetime Emmy Awards 2017[129] :
  - Meilleure série dramatique
  - Meilleure actrice dans une série télévisée dramatique pour Evan Rachel Wood
  - Meilleur acteur dans une série télévisée dramatique pour Anthony Hopkins
  - Meilleure actrice dans un second rôle dans une série télévisée dramatique pour Thandie Newton
  - Meilleur acteur dans un second rôle dans une série télévisée dramatique pour Jeffrey Wright
  - Meilleure réalisation pour une série télévisée dramatique pour Jonathan Nolan (épisode L'Esprit bicaméral)
  - Meilleur scénario pour une série télévisée dramatique pour Jonathan Nolan et Lisa Joy (épisode L'Esprit bicaméral)
- Saturn Awards 2017[124] :
  - Meilleur acteur de télévision dans un second rôle pour Jeffrey Wright
  - Meilleure actrice de télévision dans un second rôle pour Thandie Newton et Evan Rachel Wood
  - Meilleur artiste invité pour Anthony Hopkins
- Primetime Emmy Awards 2018[125] :
  - Meilleure série dramatique
  - Meilleure actrice dans une série télévisée dramatique pour Evan Rachel Wood
  - Meilleur acteur dans une série télévisée dramatique pour Ed Harris et Jeffrey Wright
- Golden Globes 2019[130] :
  - Meilleure actrice dans un second rôle dans une série, une mini-série ou un téléfilm pour Thandie Newton
- Screen Actors Guild Awards 2019[131] :
  - Screen Actors Guild Award de la meilleure équipe de cascadeurs dans une série télévisée
- Saturn Awards 2019[126] :
  - Meilleur acteur de télévision pour Jeffrey Wright
  - Meilleur acteur de télévision dans un second rôle pour Ed Harris
- Emmy Awards 2020 :
  - Meilleure actrice dans un second rôle dans une série télévisée dramatique pour Thandie Newton[132]
  - Meilleur acteur dans un second rôle dans une série télévisée dramatique pour Jeffrey Wright[133]

## Produits dérivés

### Sorties DVD / Blu-ray
La première saison sort le 8 novembre 2017 en coffret DVD, Blu-ray et Blu-ray Ultra HD. C'est la première série à être éditée en 4K et c'est également le premier titre de Warner Bros. à utiliser les technologies HDR Dolby Vision et Dolby Atmos,.